# Miasto

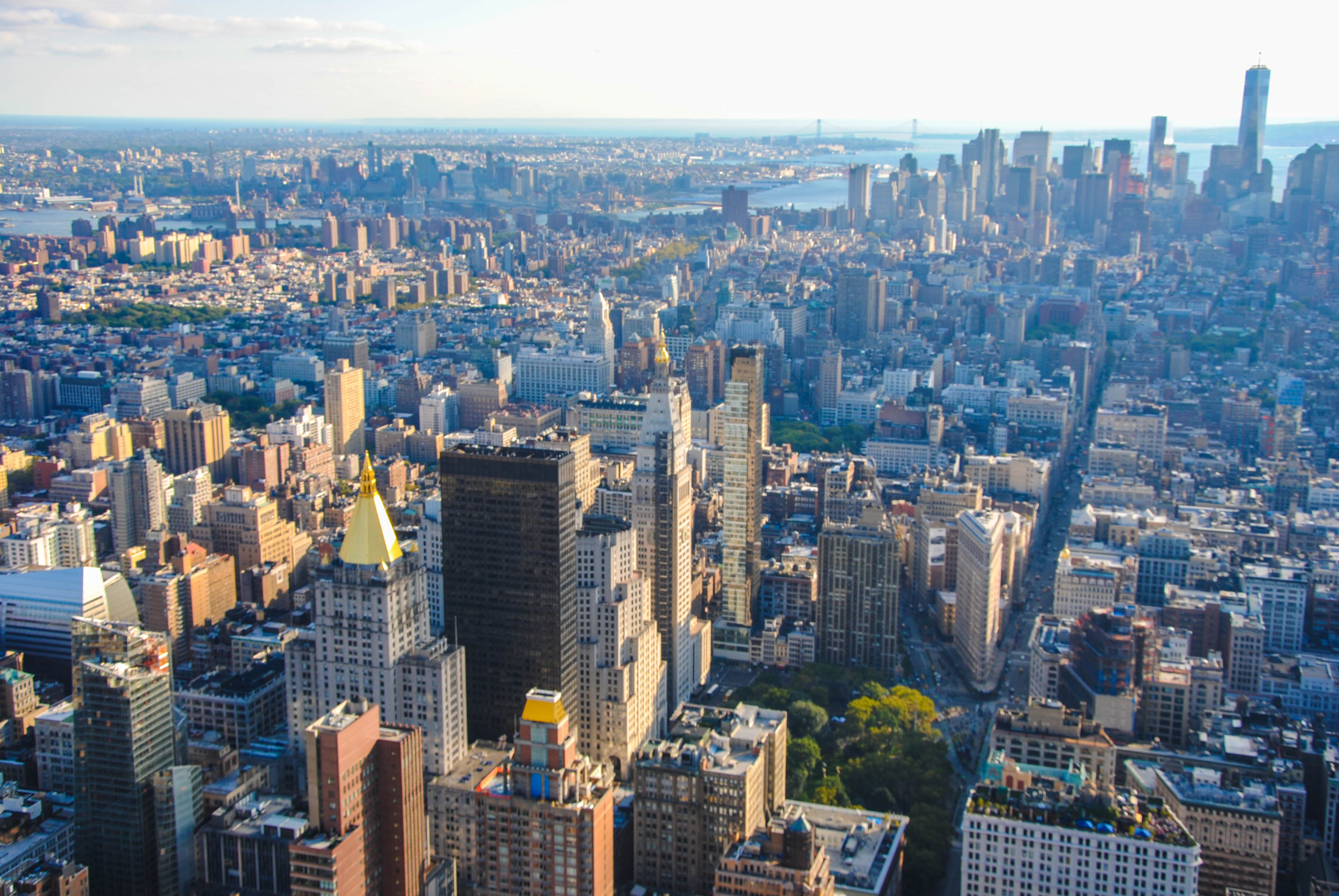
Nowy Jork

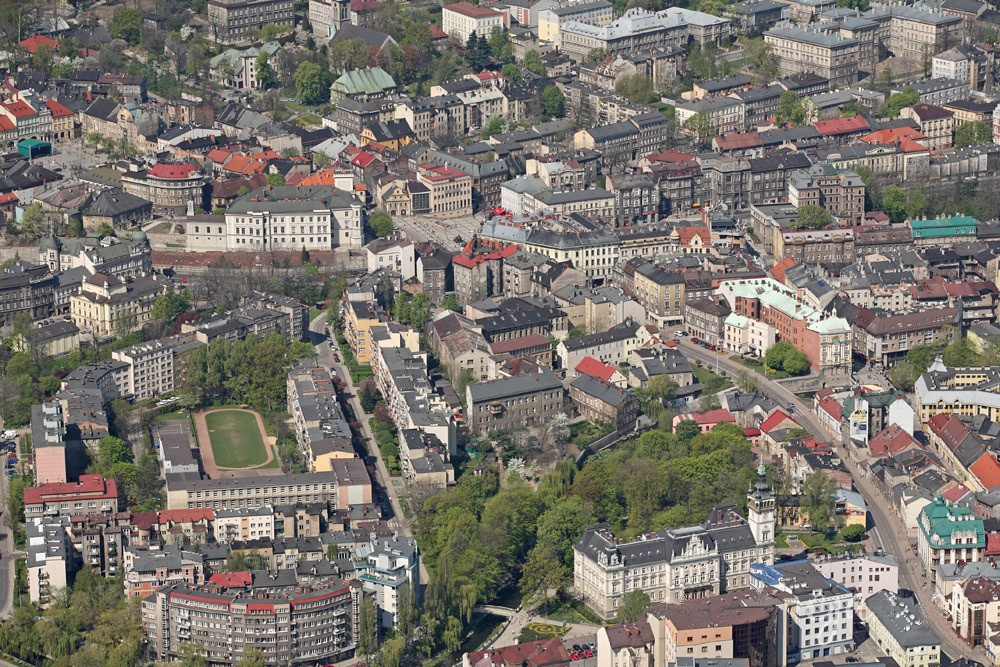
Bielsko-Biała

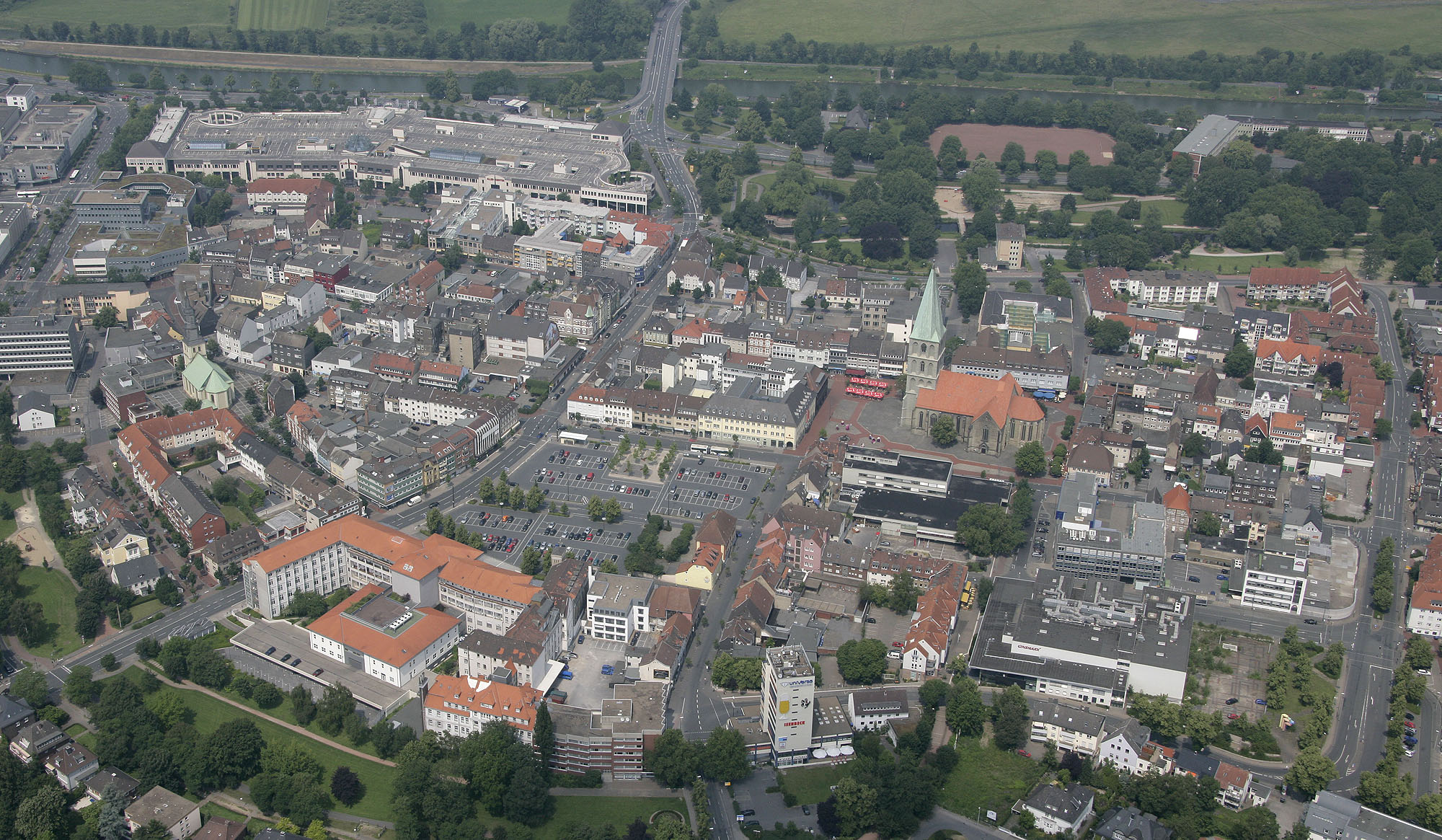
Hamm

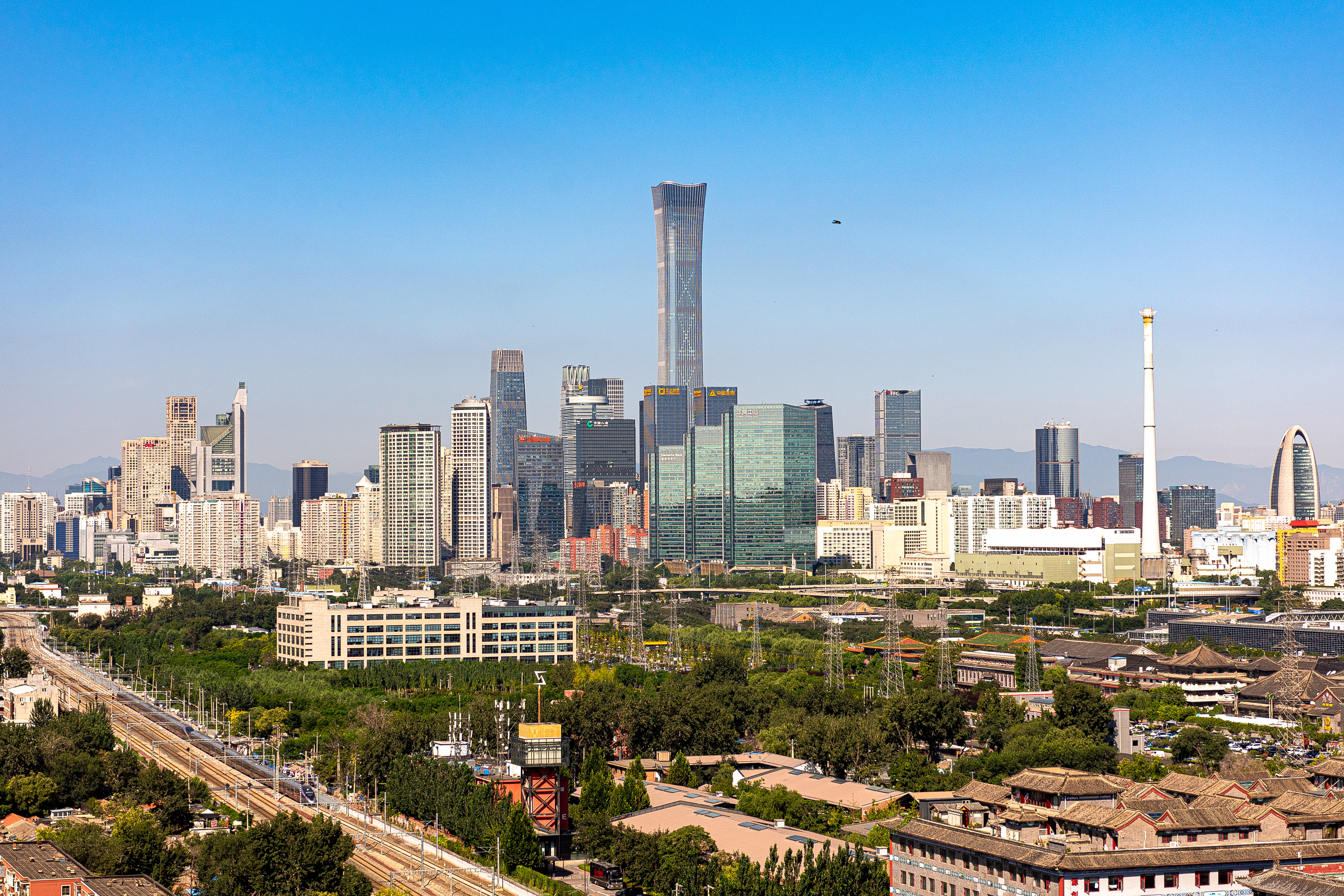
Pekin

Miasto (od psł. *město „miejsce”) – historycznie ukształtowana jednostka osadnicza charakteryzująca się dużą intensywnością zabudowy, małą ilością terenów rolniczych, ludnością pracującą poza rolnictwem (w przemyśle lub w usługach) prowadzącą miejski styl życia.
W różnych państwach kryteria miejskości są różne, najczęściej są to kryteria demograficzne bądź prawno-administracyjne (prawa miejskie).

## Efekt skali
Miasta charakteryzują się większym zagęszczeniem ludzi, co sprzyja większej ilości i różnorodności kontaktów między ludźmi. Przekłada się to na większą produktywność i kreatywność, która rośnie szybciej niż liczba mieszkańców – im większe miasto tym większy (na mieszkańca), np. dochód (w USA w x razy większym mieście suma płac jest średnio większa o x1,12) oraz większa liczba wynalazków i patentów, ale także większa przestępczość (w USA w x razy większym mieście jest średnio x1,16 więcej poważnych przestępstw), czy większa ilość zachorowań na AIDS (w USA w x razy większym mieście jest średnio o x1,23 więcej zachorowań na AIDS). Także szybkość chodzenia jest większa w większych miastach. Jednocześnie większa koncentracja ludzi sprzyja intensywniejszemu wykorzystaniu infrastruktury, która rośnie wolniej niż liczba mieszkańców – im większe miasto tym mniej na głowę np. dróg (w USA w x razy większym mieście jest średnio x0,83 więcej dróg), stacji benzynowych czy kabli elektrycznych.

## Czynniki miastotwórcze

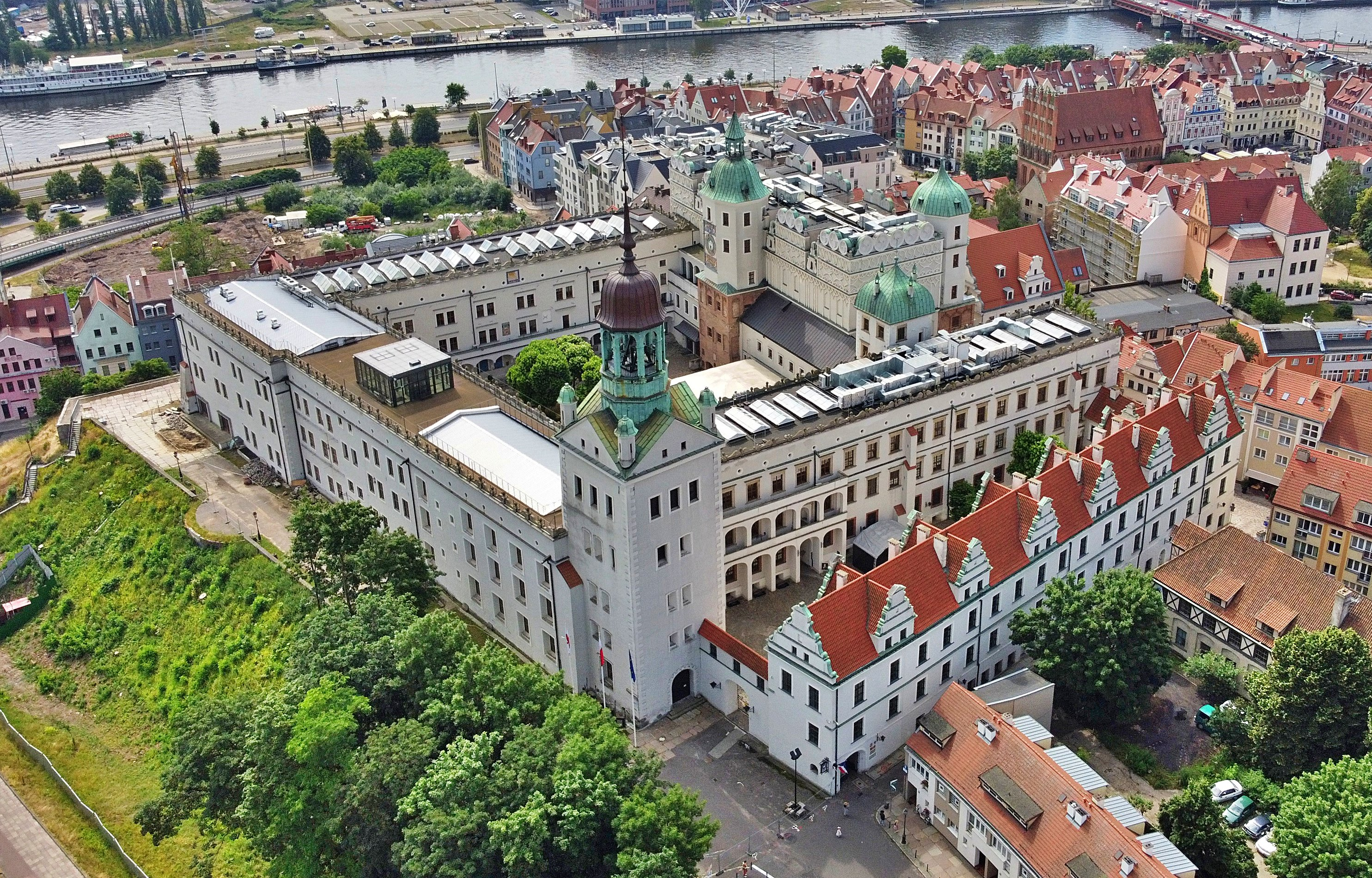
Widok na Stare Miasto, Zamek Książąt Pomorskich i Odrę Zachodnią w Szczecinie

Wśród czynników miastotwórczych można wymienić następujące:
- przedsiębiorczość indywidualną i zbiorową mieszkańców i tzw. patriotyzm lokalny – czynnik społeczny (np. Babimost, Zakopane)
- czynniki lokalizacji przemysłu, budownictwa, transportu oraz usług produkcyjnych – czynniki produkcyjne (np. Szczecin, Ostrawa)
- czynniki zainwestowania w infrastrukturze społecznej i ekonomicznej – czynniki zainwestowania infrastrukturalnego (np. Uniejów)
- czynniki historyczne umożliwiające kontynuację procesów rozwojowych dotychczasowych funkcji tradycyjnych, uwarunkowanie biegiem historii (np. Jerozolima, Kair, Nitra, Pyrzyce, Kołobrzeg, Lublin, Radom)
- położenie względem tzw. otoczenia będącego siłą motoryczną rozwoju miast, np.
  - na szlakach handlowych (Buchara, Wenecja, Kalisz, Poznań, Stargard, Krasnystaw, Kamieńsk, Ostrzeszów, Smoleńsk, Ułan Bator),
  - nad rzeką (Szczecin, Police, Sandomierz, Sulejów, Kazimierz Dolny, Toruń, Grudziądz, Bydgoszcz, Krosno Odrzańskie, Bratysława),
  - nad jeziorem (Giecz, Gniezno, Szczecinek, Baku, Meksyk, Detroit),
  - nad morzem (Aleksandria, Kopenhaga, Gdańsk, Kołobrzeg, Gdynia, Świnoujście, Nowy Jork) lub niedaleko od morza (Wolin, Szczecin, Police, Elbląg, Londyn, Lubeka),
  - na terenach rolniczych (Proszowice, Pyrzyce, Łowicz, Opoczno),
  - na złożach rud i minerałów (Bochnia, Bytom, Olkusz, Tarnowskie Góry, Donieck, Kiruna),
  - w pobliżu kopalń (Wieliczka, Bochnia, Katowice, Polkowice, Częstochowa, Bełchatów, Złoty Stok) lub źródeł leczniczych (Kudowa-Zdrój, Świeradów-Zdrój),
  - w miejscach strategicznych i wyznaczonych na zjazdy polityczne (Gdańsk, Katowice, Radom, Toruń, Parczew, Lublin, Piotrków Trybunalski, Petersburg, Chartum)
  - oraz na terenach dogodnych dla rozwoju zabudowy (Pyrzyce, Szczecin, Zakopane, Łódź, Berlin, Brasília)
- rezerwy terenów miejskich (np. Szadek, Kiruna)
- dostępność komunikacyjna do źródeł zasilania w wodę, energię elektryczną itp. (np. Houston, Siewierobajkalsk)
- siła oddziaływania potencjału lub grawitacji w strefie wpływu wielkich miast – czynnik aglomeracji i deglomeracji miast

## Historia rozwoju miast w Europie

### Starożytność
Najstarsze znane założenia urbanistyczne pochodzą z obszarów basenu Morza Egejskiego z epoki brązu, gdzie rozwijały się kultury trojańska, minojska i mykeńska. Ich cechami wspólnymi była przede wszystkim nieregularność ulic, istnienie centralnego placu oraz pałacu, zwanego też domem książęcym. W przypadku kultury minojskiej miasta nie miały fortyfikacji, w celach obronnych wykorzystywano ukształtowanie terenu (miasta lokowano najczęściej na wysokich brzegach morza lub na stokach gór). Cechy odrębnych miast wykazywały także wielkie założenia pałacowe (jak np. w Knossos). Wszystkie trzy kultury przestały istnieć około X-XI w. p.n.e. – na jej miejsce wkroczyła cywilizacja grecka.
W wiekach ciemnych i okresie archaicznym głównym czynnikiem powstawania miast było porzucanie przez ludzi i osiedlanie pod ochroną znaczącej świątyni (okręgu kultowego) lub twierdzy. Miasta takie cechuje nieplanowy rozwój, przez co nie mają jasno wytyczonych granic i umocnień, oddzielenie i niepowiązanie planistycznie agory, zabudowań świątynnych (często umieszczonych poza obrębem właściwego miasta, na akropolach) i domostw, których lokalizacja zależała od korzystnych warunków topograficznych, oraz prostota, wręcz prymitywizm, budynków mieszkalnych.
W 1. poł. V w. p.n.e. Hippodamos z Miletu (prawdopodobnie; jego autorstwo nie jest pewne) opracował nowy układ urbanistyczny, zwany systemem hippodamejskim. System uwzględniał warunki naturalne, perspektywiczny rozwój i funkcjonalność miasta. Obszar przyszłego miasta o wyraźnie zakreślonych granicach dzielono głównymi arteriami wytyczonymi wzdłuż osi północ-południe i wschód-zachód na kwartały. W centralnie usytuowanej części miasta lokowano ośrodek administracyjno-handlowy (agora) i kultowy (akropol), pozostałe kwartały zapełniała zabudowa mieszkalna. Miasto uzupełniał m.in. teatr lokowany w kotlinie na zboczu. Główne i boczne ulice krzyżowały się pod kątem prostym, tworząc geometryczną regularną siatkę. System ten, opierający się na demokratycznej zasadzie równości, był podstawą greckiej urbanistyki aż do pocz. naszej ery, powrócono do niego także w czasach nowożytnych – większość nowo zakładanych miast w Ameryce Północnej od XVII do XX wieku także posiada regularną, hippodamejską siatkę ulic.

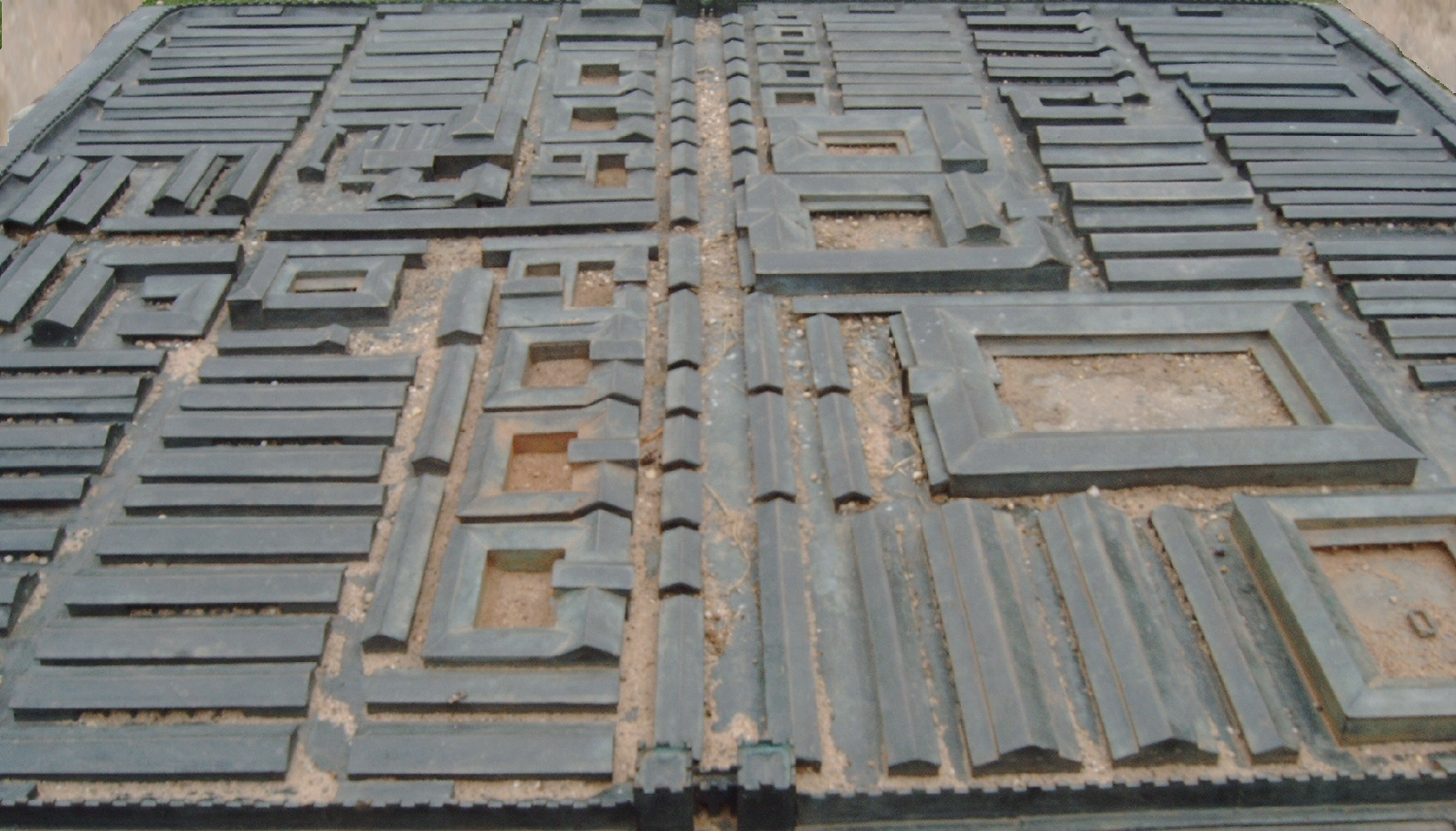
Model castrum Romanum

Urbanistyka podobna do systemu hippodamejskiego – oparta na regularnej siatce ulic – występowała także w miastach etruskich. Miały one kształt kwadratu lub prostokąta podzielone w krzyż głównymi ulicami, cardo (oś N-S) i decumanus (oś E-W).
W starożytnym Rzymie, z połączenia wzorców etruskich i greckich, wykształciła się forma tzw. castrum Romanum – warownego obozu wojskowego wznoszonego według ściśle określonego planu, mającego kształt kwadratu lub prostokąta, otoczonego zawsze fosą i wałem, często też murem lub palisadą, z czterema bramami. Przy tego typu obozach powstawały osiedla canabae, które często przeradzały się stopniowo w miasta. Castra Romana dały początek takim m.in. Kolonii, Wiedniowi, Paryżowi czy Reims, będąc po rozbiórce wszelkich fortyfikacji jądrem miast średniowiecznych. Zgoła odmiennie sytuacja przedstawiała się w już istniejących miastach, których struktura narastała przez lata, jak np. w Rzymie, gdzie mimo różnych przekształceń układ przestrzenny pozostał nieregularny. Centrum każdego rzymskiego miasta stanowiło tzw. forum, które w odróżnieniu od greckiej agory było nie tyle placem targowym, ile pełniło funkcje reprezentacyjne – przy nim lokowano najważniejsze gmachy publiczne, główne świątynie itp.

### Średniowiecze

#### Wczesne średniowiecze
Po zakończeniu wielkiej wędrówki ludów wiele miast rzymskich zostało zniszczonych, wiele znacząco podupadło. Wraz ze zmniejszaniem się liczby ludności skracano mury miejskie, niejednokrotnie także jedynie dawne centra miast, zdolne do obrony, otaczano umocnieniami, a pozostałe obszary zamieniano na pola uprawne bądź dopuszczano do zarośnięcia. Przykładowo, średniowieczny Trewir powstał na 4-metrowej warstwie gruzów miasta rzymskiego.
Jednocześnie Germanie nie mieli żadnej tradycji urbanistycznej, toteż nowe ośrodki miejskie powstawały z wykorzystaniem tradycji rzymskich. Jądrami nowych miast były zazwyczaj castra Romana, odpowiednikiem rzymskiego canabae były tzw. burgum – przedmieścia składające się z kalenicowo ustawionych domów rzemieślnicznych bronione ciągiem zewnętrznych ścian domów i zamknięte bramą. Liczni książęta budowali swoje rezydencje w dawnych miastach rzymskich, legitymując się w ten sposób jako następcy cesarstwa zachodniorzymskiego, np. władcy ostrogoccy w Rawennie, longobardzcy w Pawii, merowińscy w Kolonii.

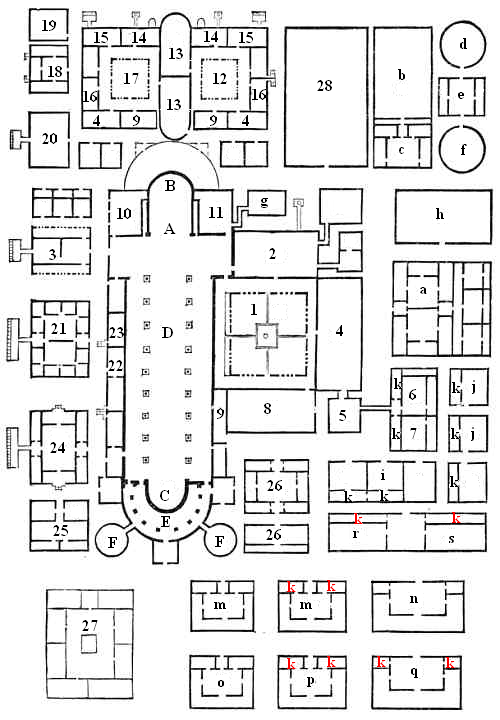
Plan klasztoru w Sankt Gallen z 820

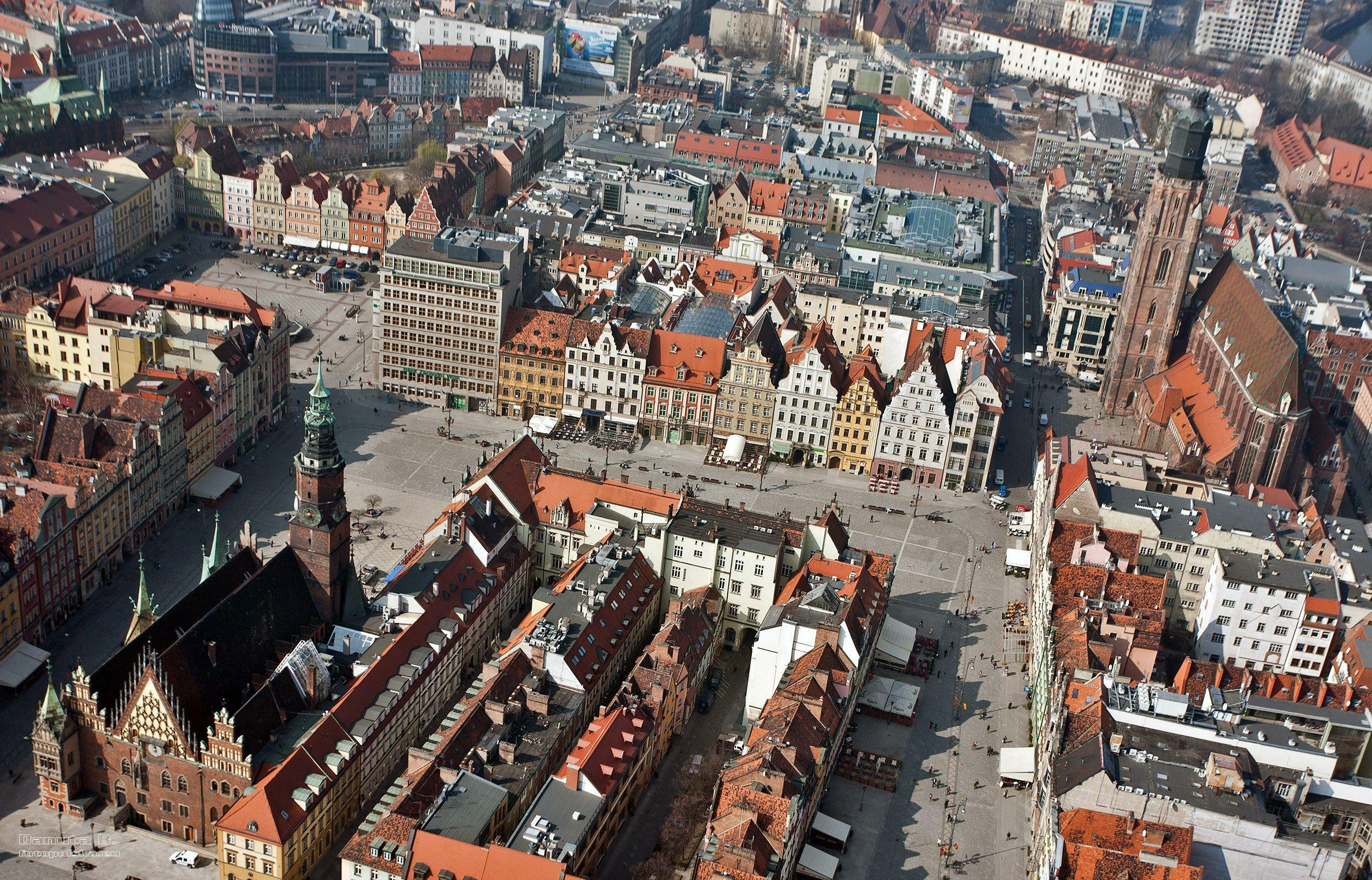
Wrocław – miasto założone w czasie kolonizacji wschodniej, rynek z blokiem zabudowy śródrynkowej

Nowszym typem miast, powstającym od IV wieku, były tzw. miasta biskupie. Początek dał im Sobór nicejski I w 325 r., który zobowiązał biskupów do stałego przebywania w miastach diecezjalnych. Najważniejszymi elementami takich miast była katedra i plac targowy. Przykładem tego typu ośrodka może być Wormacja. Podobny charakter do miast biskupich miały miasta kolegiackie, z tą różnicą, że tereny kościelne były wyraźnie oddzielone od „części mieszczańskiej”.
We wczesnym średniowieczu samowystarczalnymi ośrodkami – de facto samodzielnymi organizmami miejskimi – były często klasztory. Do najsłynniejszych należą m.in. opactwa w Reims i Sankt Gallen. Pochodzący z 820 r. plan tego drugiego uznawany jest za wzorzec idealnego klasztoru-miasta. Wszystkie tego typu organizmy z czasem stały się integralnymi częściami miast, które wokół klasztorów się rozwinęły.

#### Pełne i późne średniowiecze

##### Kolonizacja wschodnia
Kolonizacją wschodnią nazywa się planowe akcje osadnicze organizowane od VIII do XIV wieku na terenie Europy Środkowej. Wyróżnia się cztery jej etapy:
- w VIII–XI wieku na terenie dzisiejszej Austrii
- w X wieku nad środkową Łabą (zakładanie biskupstw misyjnych przez Ottonów)
- od XII do poł. XIV wieku na terenie dzisiejszej Polski południowej oraz Czech
- od XIII do końca XIV wieku na terenie dzisiejszej Polski północnej i krajów bałtyckich (kolonizacja organizowana przez zakon krzyżacki)

Miasta powstające w okresie kolonizacji wschodniej mają podobny kształt przestrzenny: narys zbliżony do prostokąta lub owalu, siatka prostopadłych ulic, prostokątny plac targowy (rynek) z blokiem zabudowy śródrynkowej (w którym był m.in. ratusz), kościół na własnym placu oraz, jeżeli istnieje, zamek na obrzeżach miasta posiadający własne umocnienia.

##### Typy jednostek osadniczych we Francji
Kształt przestrzenny nowo lokowanych miejscowości we Francji całkowicie różnił się od miejscowości z kręgu kultury niemieckiej. Wyróżnia się trzy typy jednostek osadniczych:
- Ville neuve – centrum miasta w postaci klasztoru lub zamku ewentualnie skrzyżowania ważnych dróg handlowych, na nizinach na planie sieciowym lub promienistym, na terenach górzystych układ przestrzenny dostosowany do rzeźby terenu
- Ville enveloppée – centrum miasta w postaci zamku, klasztoru lub siedziby biskupa otoczone pierścieniami zabudowy
- Miasto ufortyfikowane – ściśle geometrycznie zaplanowane miasta z załogą wojskową bądź miasta-warownie występujące głównie we Francji płd., będącej miejscem konfliktu interesów między koroną francuską, Anglią i książętami Tuluzy; ich mieszkańcy mieli swym „wysiłkiem gospodarczym i militarnym” wspierać władzę swojego pana. Najsłynniejszym tego typu miastem jest Carcassonne.

##### Rozbudowa miast
W przeciwieństwie do rzymskiego castrum Romanum, w którym niemożliwa była żadna rozbudowa (chyba że poprzez powstawanie canabae), miasta średniowieczne, zaplanowane mniej rygorystycznie pozwalały na dalszy rozwój przestrzenny. Rozbudowa miasta mogła przebiegać na kilka sposobów:
- nowe części miasta powstałe poza murami były otaczane nowym pierścieniem murów, np. w Bernie
- leżące poza miastem klasztory i inne osady włączano w obręb miasta, a ich umocnienia służyły jako część fortyfikacji całego miasta
- kilka samodzielnych osiedli łączono w jedną całość
- wokół starej części miasta powstawały nowe dzielnice z nowymi murami (stare rozbierano)
- nowe części miasta budowano po przeciwnej stronie rzeki, przez co rozwijały się one przestrzennie niezależnie i były oddzielnie ufortyfikowane – powstawały, pod względem urbanistycznym, dwa odrębne organizmy.

##### Miasta-państwa w średniowieczu

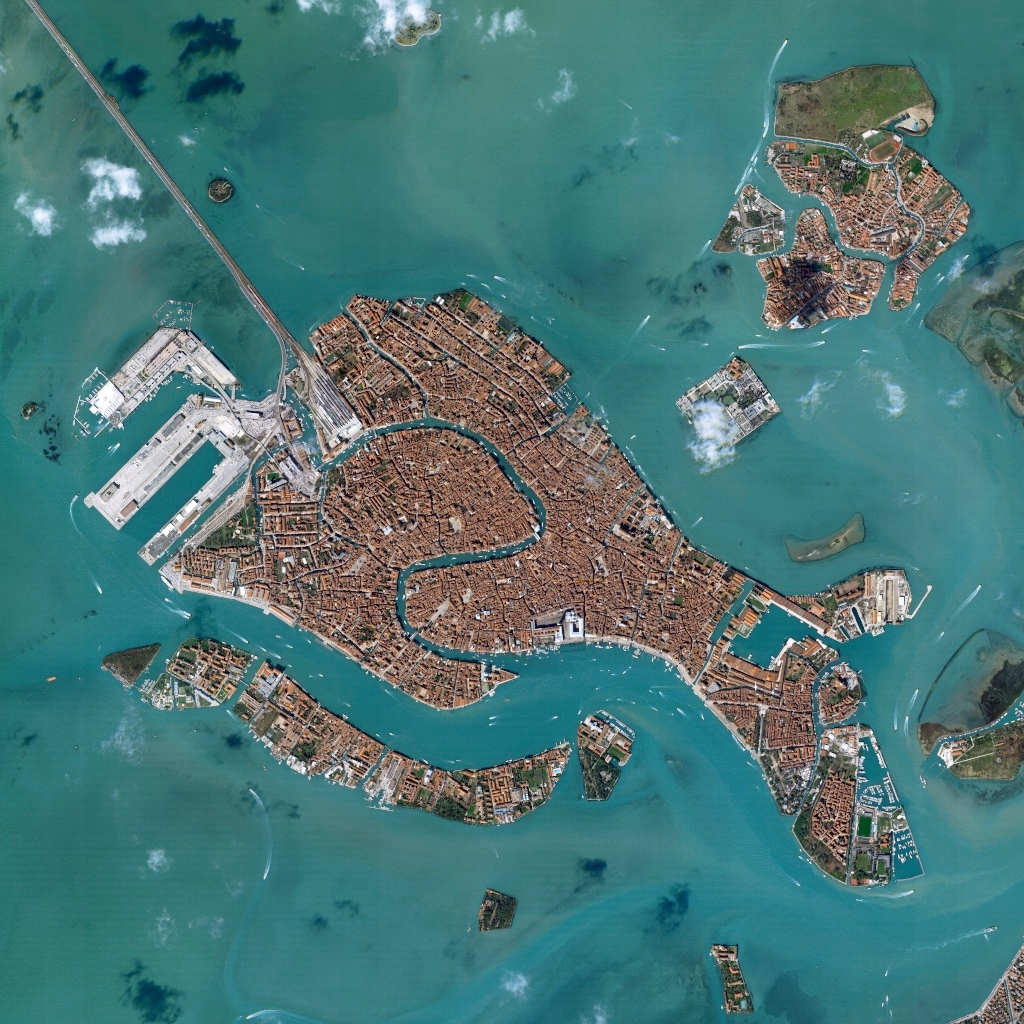
Wenecja ze swoją siecią kanałów

Między XIII a XIV w. nastąpił olbrzymi rozwój urbanistyki w północnych i środkowych Włoszech. Przyczynił się do tego rozpad Włoch na samodzielne księstwa i miasta-państwa, z których największe znaczenie miały: Mediolan, Werona, Florencja, Siena, Ferrara, Genua, Wenecja, Piza i Lukka. Nowe założenia przestrzenne i wielkie dzieła architektury powstawały przede wszystkim dzięki przekazaniu przez rody arystokratyczne władzy mieszczanom i chęci demonstrowania swojej siły politycznej poprzez kształtowanie wyglądu miast. Podobna sytuacja miała miejsce w Niemczech i Niderlandach, gdzie samodzielność uzyskały największe potęgi handlowe basenu Morza Bałtyckiego i Północnego, m.in. Lubeka, Amsterdam, Brugia, Antwerpia, Gdańsk, Toruń czy Rostock. Wspólnym elementem układu urbanistycznego miast nadmorskich, tak włoskich, jak i niemieckich i niderlandzkich, była (mniejsza lub większa) sieć kanałów utworzona w celu bezpośredniego udostępnienia statkom miejskich magazynów i kantorów.
Podobny charakter do włoskich miast-państw miały wolne miasta Rzeszy w Niemczech. Były to dawne miasta biskupie, które w XIII-XIV wieku zrzuciły władzę duchowną, podlegając bezpośrednio cesarzowi i posiadające własną reprezentacją w Reichstagu.

### Miasta idealne epoki renesansu i baroku

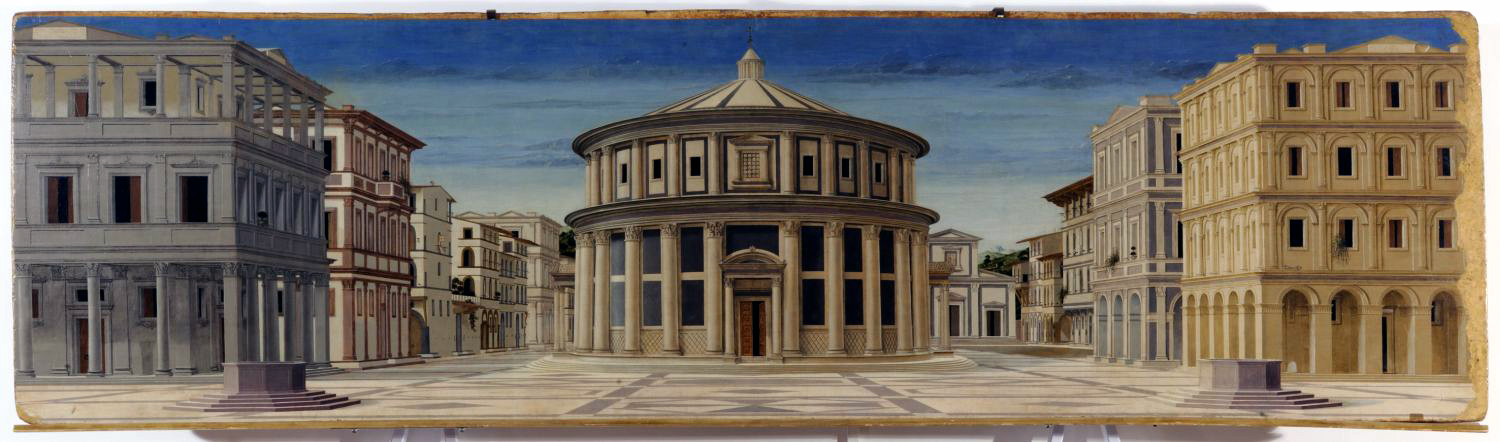
Idealne miasto (1475), Piero della Francesca

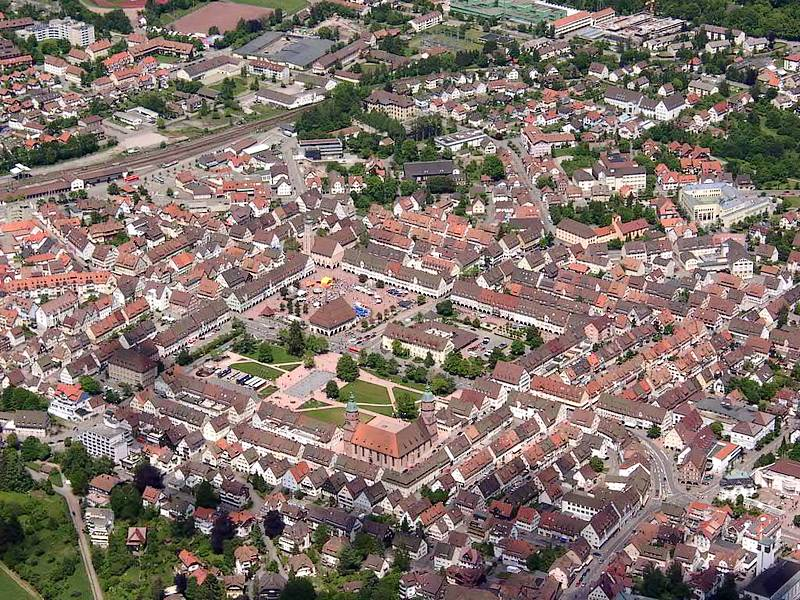
Freudenstadt z lotu ptaka

W renesansie pojawiła się koncepcja tzw. miasta idealnego. Głównym źródłem ich projektantów był traktat „O architekturze ksiąg dziesięć” autorstwa rzymskiego architekta Witruwiusza. Twórcą nowych założeń dotyczących ideału miasta był Leonardo da Vinci. Według niego miasto:
- powinno leżeć nad rzeką, aby zapewnić transport towarów i odpowiednią higienę ludzi
- ma być zbudowane na dwóch niezależnych od siebie poziomach: poziom niższy, który służy do obsługi wszelakiej działalności, zaś poziom wyższy służy szlachcie i mieszczaństwu, aby bez przeszkód mogli poruszać się po mieście
- poniżej tych poziomów powinny się znajdować kanały żeglowne dla ułatwienia komunikacji i transportu
- szerokość ulic powinna stanowić co najmniej połowę wysokości przyległych pałaców
- piękno miasta powinno być symbolem funkcjonalności.

Ponieważ zarówno we Włoszech, jak i Niemczech wielkie miasta skoncentrowane były przede wszystkim na przeprowadzeniu wewnętrznych reform i przekształceń, do realizacji utopijnych projektów dochodziło dość rzadko. Do najsłynniejszych należą:
- Palmanova w północno-wschodnich Włoszech – od sześciokątnego placu w centrum wychodzą symetrycznie (gwieździście) ulice, miasto otaczają obwałowania tworzące wielokątną gwiazdę, całość przypomina płatek śniegu
- Grammichele na Sycylii – w podobnej formie jak Palmanova, ale nieufortyfikowane
- Zamość we wschodniej Polsce – układ przestrzenny nawiązuje do koncepcji antropomorficznych: pałac właścicieli głową, kręgosłupem główna ulica biegnąca od pałacu przez rynek, ulice odchodzące od rynku w bok ramionami, a place przy nich położone dłońmi
- Freudenstadt w Wirtembergii – rzędy domów w układzie zbliżonym do planszy gry w młynka, w narożnikach rozległego rynku budynki władz miejskich i kościół.

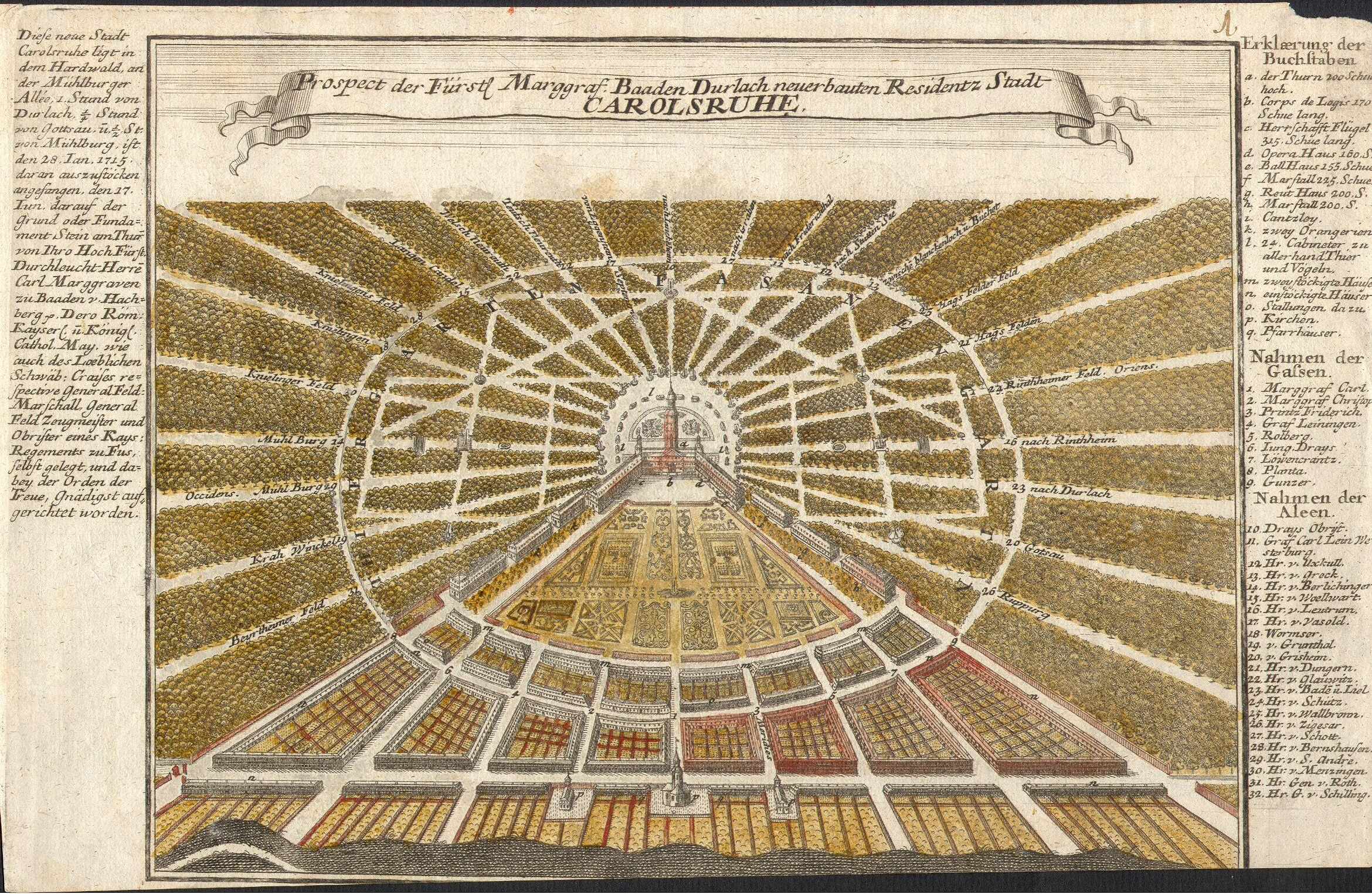
Karlsruhe na sztychu z 1721

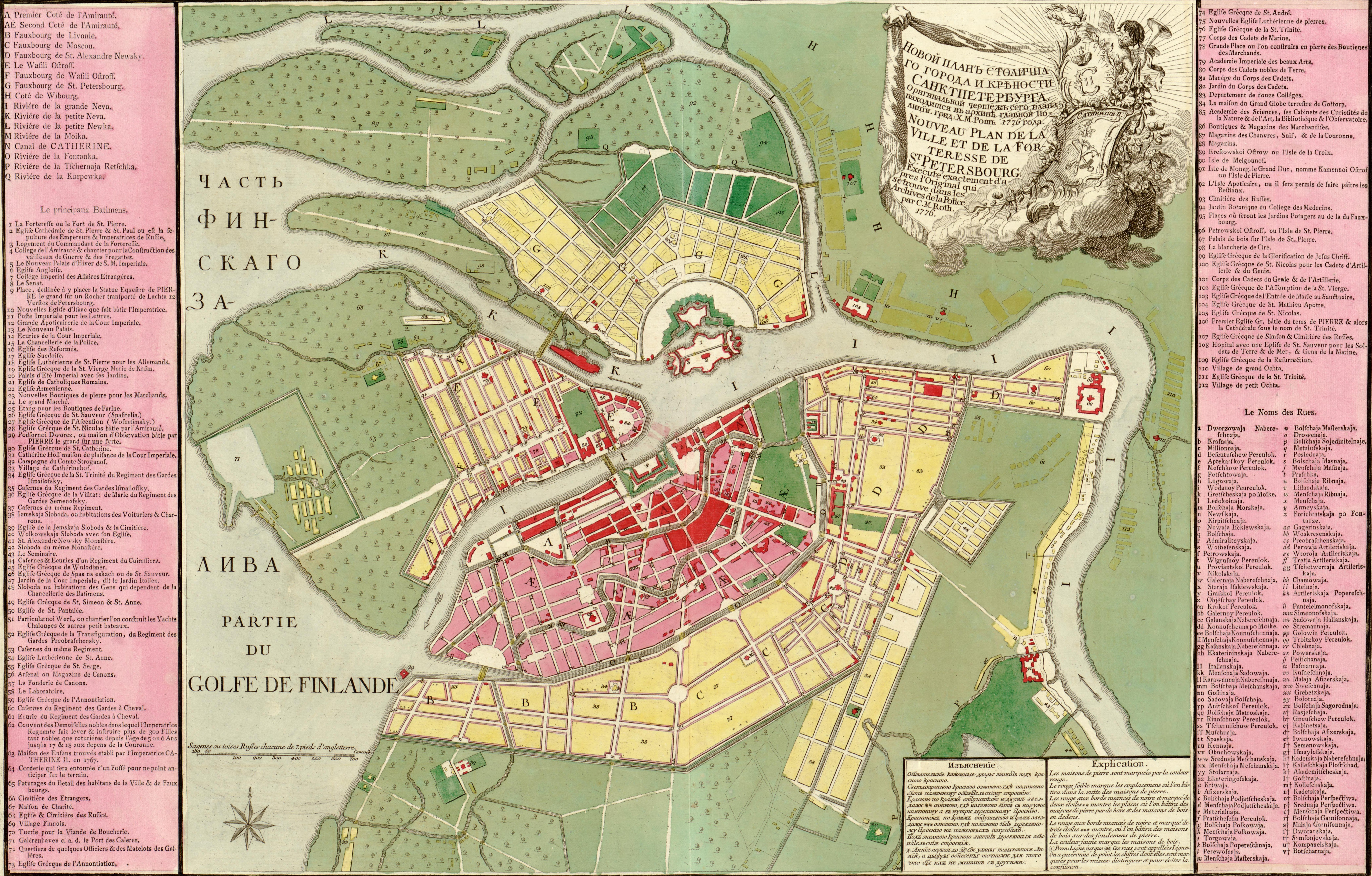
Plan Petersburga z 1776

Prawdziwą popularność koncepcja miasta idealnego zdobyła dopiero w okresie baroku. Ich budowa była przez absolutystycznych władców pożądana i wspierana. Główne założenia barokowych miast idealnych:
- miasto jako racjonalnie przemyślana całość
- miasto jako rezydencja, obiekt prestiżowy
- pałac, zamek lub cytadela jako odrębne założenie będące centrum miasta, jego dominantą
- szachownicowy bądź promienisty układ ulic
- place pomiędzy reprezentacyjnymi fasadami
- bastionowy system obronny
- ogrody przy zamku lub w mieście
- regularność najczęściej poligonalno-symetrycznego planu
- położenie na równinie, przy rzece/nad morzem, na skrzyżowaniu ważnych szlaków komunikacyjnych
- przydzielenie wszystkim grupom ludności optymalnego miejsca w mieście
- rozdział warsztatu/sklepu od domu prywatnego.

Najsłynniejsze przykłady barokowych miast idealnych to:
- Karlsruhe, stolica Badenii – centrum tworzy pałac i wieża pałacowa, 32 promieniste ulice prowadzą do miasta i parku; założenie kontynuowane w duchu klasycyzmu na pocz. XIX wieku
- Mannheim w Badenii – układ urbanistyczny na planie szachownicy (tzw. Kwadratowe Miasto), główna ulica biegnie od pałacu przez dwa „rynki”
- Rastatt w Badenii – miasto położone na półwyspie, główna ulica biegnie od pałacu przez rynek do jedynego mostu, po przeciwległych stronach rynku kościół i ratusz
- Petersburg, dawna stolica Rosji – od pałacu ulice odchodzą promieniście, przecinając kolejne pierścienie kanałów.

### Miasta-twierdze

Twierdza Bourtange w Niderlandach

Rozwój techniki wojskowej, który szczególnie uwidocznił się podczas wojen włoskich (1494–1559), spowodował, że średniowieczne mury miejskie, wieże i baszty przestały być skutecznym systemem umocnień. Zaczęto więc budować twierdze, zastępując mury wałami ziemnymi a baszty – bastionami. Wyróżnia się trzy typy twierdz, tzw. narysy fortyfikacyjne:
- narys bastionowy – stosowany od XVI wieku do XIX wieku. Złożony był z pięciokątnych masywów ziemnych – bastionów połączonych ze sobą prostymi odcinkami wałów ziemnych, tzw. kurtyn. Całość tworzyła zamknięty wielobok, czyli poligon (nazywany także wielobokiem fortyfikacyjnym). Pomiędzy poszczególnymi bastionami wznoszono także dodatkowe umocnienia, takie jak: rawelin, kleszcze, przeciwstraż
- narys kleszczowy – stosowany wspólnie z narysem bastionowym. Powstawał w wyniku przedłużenia czół bastionów i rawelinów aż do punktu zetknięcia się
- narys poligonalny – stosowany w fortyfikacjach od XVIII wieku do XIX wieku. Powstawał przez przedłużenie czół bastionów i umieszczenie w punkcie przecięcia dodatkowego dzieła obronnego w postaci kaponiery lub kojca.

Będące z początkami w miarę prostymi systemami składającymi się z pojedynczego wału i pięciokątnych bastionów z czasem przekształcały się, poprzez dodawanie kolejnych elementów, w olbrzymie fortyfikacje zajmujące niejednokrotnie więcej przestrzeni niż położone wewnątrz nich miasto.
Podstawy teoretyczne budowy i zdobywania twierdz obowiązujące do poł. XIX wieku stworzył Sebastian Vauban, przez którego zaprojektowany zespół dwunastu grup warownych na granicach Francji znajduje się obecnie na liście UNESCO.

### Wiek XIX
Wiek XIX wywarł największy wpływ na większość współczesnych miast europejskich. To właśnie wtedy ukształtowały się śródmieścia znakomitej części ośrodków miejskich. Główną przyczyną niczym nieskrępowanego rozwoju przestrzennego miast w tym stuleciu było błyskawiczne uprzemysłowienie tychże miast, a możliwy on był dzięki likwidacji przestarzałych fortyfikacji.
Urbanistyka klasycyzmu, czyli końca wieku XVIII i pocz. XIX, przezwyciężyła palladiańską koncentrację motywów antycznych w wyizolowanej, pojedynczej budowli i tworzyła szeroko zakrojone, przejrzyste osie, z ich symetrią i wyznaczeniem dominant. Założenia klasycystyczne są dobrze widoczne w układzie przestrzennym centrum Monachium. W tym drugim zastosowano podział na nieregularne miasto mieszczan na południu i miasto królewskie na północy składające się z trzech arterii odchodzących od zamku miejskiego na zachód, północ i wschód, których dominantami były odpowiednio: Propyleje, gmach uniwersytetu i pałac Maximilianeum.

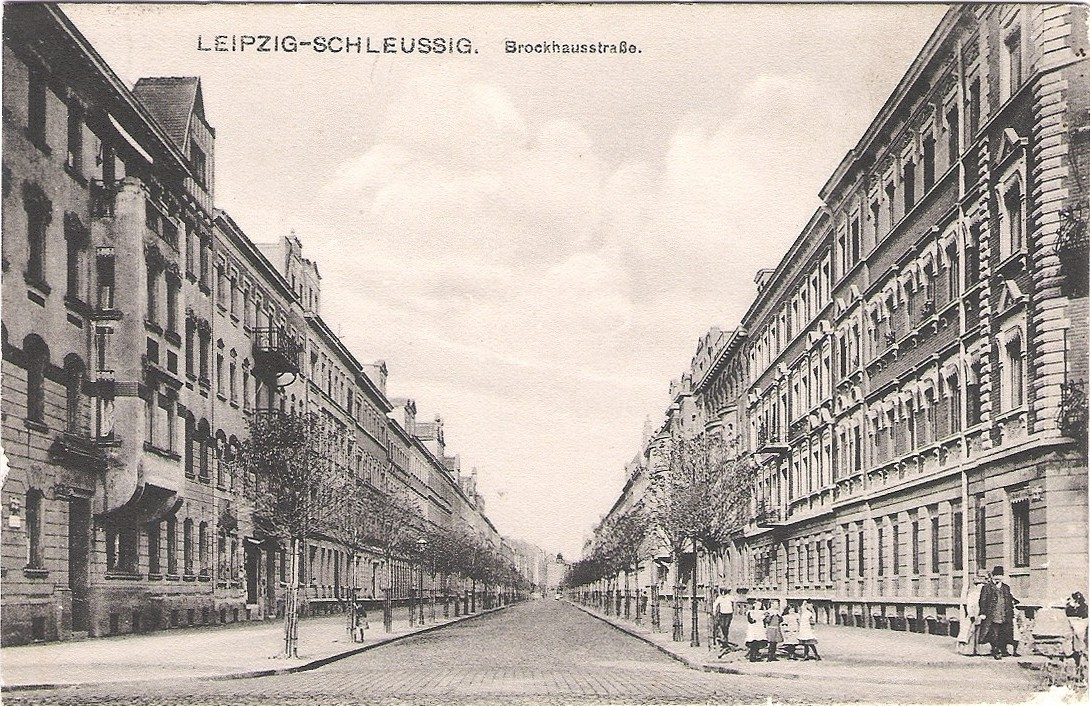
Typowa nowo zabudowana ulica XIX-wieczna na pocztówce z epoki (Lipsk, 1910)

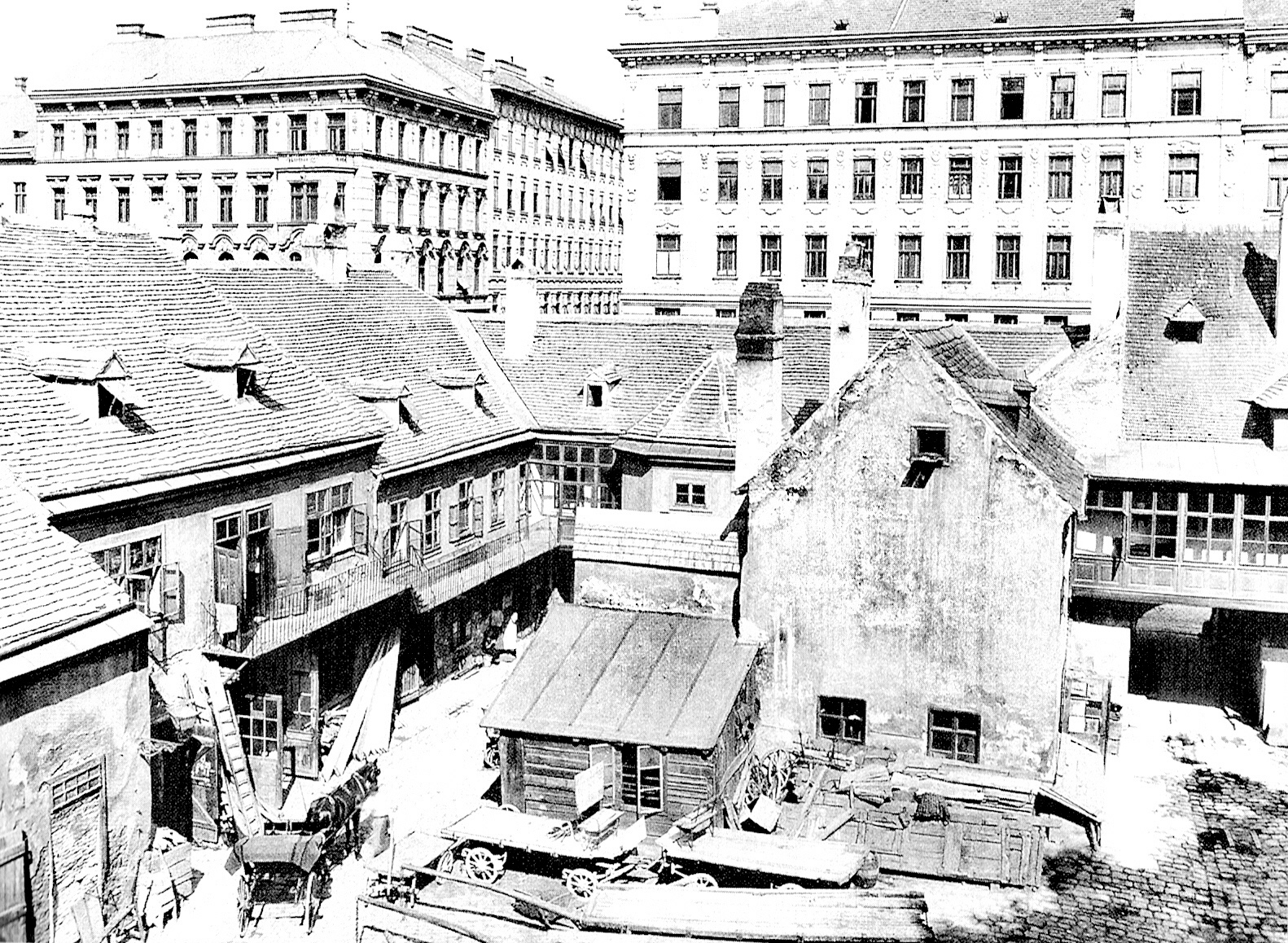
Kontrasty zabudowy w miastach XIX-wiecznych: stare kamieniczki wkrótce zostaną zburzone pod wielkomiejskie budowle podobne do tych widocznych w tle (na zdjęciu: Wiedeń)

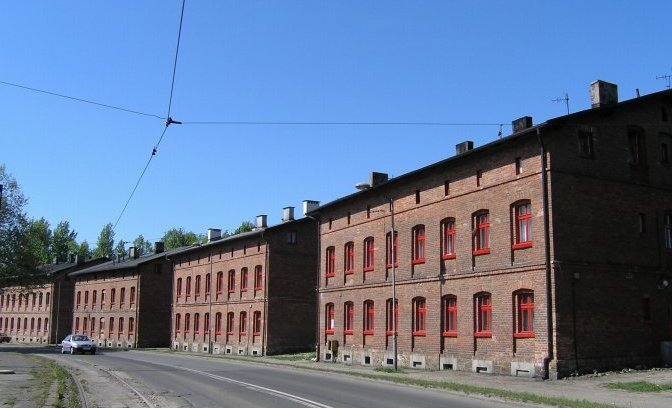
XIX-wieczne osiedle robotnicze Kaufhaus w Rudzie Śląskiej

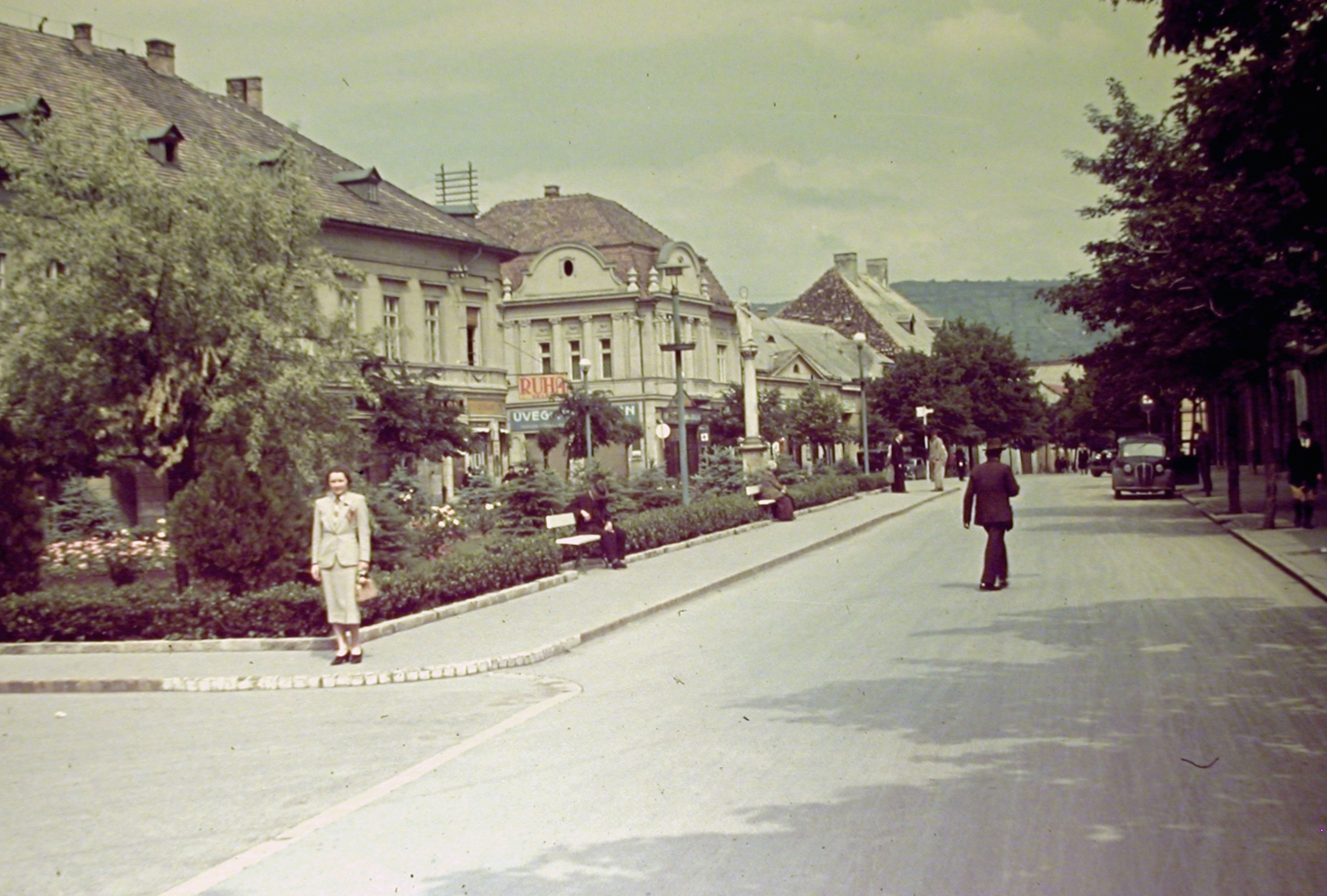
Małe miasto Gyöngyös na Węgrzech w 1938

Klasycyzm nie miał jednak takiego znaczenia dla historii urbanistyki jak druga połowa stulecia, czyli okres tzw. drugiej rewolucji przemysłowej. Jak już wspomniano, rozwój miast determinował rozwój przemysłu, który pociągał za sobą masowy napływ ludności. Niektóre miasta, jak np. polska Łódź, w ciągu kilkudziesięciu lat przekształciły się z prowincjonalnych miasteczek, czy nawet wsi w wielkie metropolie o międzynarodowym znaczeniu. Aby zapanować nad boomem budowlanym i nie dopuścić do powstania chaosu przestrzennego, zaczęto prowadzać surowe przepisy budowlane regulujące kształt, wysokość i styl architektoniczny budowli (było to możliwe tym bardziej, że bardzo często w całych dzielnicach właściciele działek korzystali z usług tych samych architektów) oraz tworzyć tzw. plany regulacyjne.
Podstawowym rodzajem zabudowy były kamienice, układające się we w miarę ujednolicone pierzeje, które tworzyły mniej lub bardziej regularne kwartały, niejednokrotnie przypominające starożytny system hippodamejski (za wzorcowy przykład XIX-wiecznej urbanistyki kwartałowej uchodzi barcelońska dzielnica Eixample zbudowana w oparciu o ściśle geometryczne zasady – ulice przecinają się pod kątem prostym, tworząc czworoboczne kwartały pod zabudowę mieszkalną).
Stare części miast stopniowo traciły swoje znaczenie na rzecz nowych dzielnic, gdzie powstawały nowe gmachy publiczne, nowe place publiczne zastępujące staromiejskie rynki itd.; w niektórych przypadkach, np. Warszawa, starówki stawały się dzielnicami biedoty.
Ważnym obiektem, determinującym kierunek rozwoju przestrzennego miasta, był – położony zazwyczaj poza centrum – dworzec kolejowy – cechą wspólną praktycznie wszystkich miast europejskich, które nie zostały zniszczone w czasie wojny bądź okresie późniejszym, jest to, że najbardziej reprezentacyjnymi wielkomiejskimi arteriami są te prowadzące od dworca do ścisłego centrum (centralnego punktu miasta).
W wielu miastach dochodziło do tzw. wielkich przebudów, które poprzedzały, kontrowersyjne do dziś, masowe akcje wyburzeniowe. Do najsłynniejszych należą: wielka przebudowa Paryża w latach 1852–1870 kierowana przez Georges’a Haussmanna, podczas której zrównano z ziemią ponad 20 tys. budynków, asanacja praska w latach 1895–1914, w której czasie zupełnie zmieniono oblicze dzielnic Podskalí i żydowskiego Josefova, wspomniana wyżej budowa dzielnicy Eixample w Barcelonie i budowa Ringu wiedeńskiego w latach 1860–1890.
Zakłady przemysłowe, których powstawanie było przyczyną napływu ludności i rozwoju miast, początkowo powstawały w centrach, wtapiały się one resztę w zabudowy – fabryka, kościół i park obok siebie nie były niczym dziwnym. Z czasem jednak uciążliwość przemysłu i pochodzące z fabryk zanieczyszczenia doprowadziły do realizacji koncepcji „rozdziału funkcji miasta”. Zakłady zaczęto przenosić na obrzeża, tworząc odrębne dzielnice przemysłowe. W ich pobliżu budowano tzw. osiedla robotnicze składające się z tanich (a przez to posiadających niski standard) mieszkań dla robotników, którzy nie musieli dzięki temu codziennie dojeżdżać do pracy czy szukać na własną rękę noclegu. W architekturze takich osiedli wyróżnia się dwa typy budynków: wielorodzinne przypominające XX-wieczne bloki (w Polsce nazywane najczęściej familokami) oraz szeregowe z ogródkami przydomowymi. Charakterystyczną cechą zarówno fabryk, jak i domów dla robotników w całej Europie były nietynkowane elewacje z czerwonej cegły. W wielu przypadkach osiedla robotnicze, zamieszkiwane przez najbiedniejszą ludność, przeradzały się w slumsy; złe warunki na nich panujące były jedną z głównych przyczyn krytyki XIX-wiecznej urbanistyki w czasach modernizmu. Niekiedy osiedla robotnicze powstawały jako samodzielne osady przekształcające się później w miasta.
Pod koniec stulecia rozwinęło się, na obrzeżach miast (choć nie tylko), budownictwo willowe dające początek współczesnym osiedlom domów jednorodzinnych na przedmieściach. Jeszcze przed II wojną światową wille/domy jednorodzinne stały się dominującą formą budownictwa mieszkalnego, zastępując kamienice. W Wielkiej Brytanii, za sprawą Ebenezera Howarda, forma przedmieść wyewoluowała w tzw. przedmieścia-ogrody (różniły się od zwykłych przedmieść znacznym, często przekraczającym połowę całej powierzchni, udziałem terenów zielonych) oraz miasta-ogrody, które były formalnie samodzielnymi, satelickimi ośrodkami miejskimi powstającymi wokół wielkich miast. Ideą miast-ogrodów było połączenie zalet miasta i wsi, „humanitaryzm” (ciasną zabudowę miejską już wtedy wielu uważało za „niehumanitarną”) oraz współżycie człowieka z naturą. Pierwszym takim miastem było podlondyńskie Letchworth Garden City, które według projektu Howarda zaczęto budować w 1902 r.
Na terenach szczególnie uprzemysłowionych rozwijało się więcej ośrodków miejskich (zarówno już istniejących, jak i nowo zakładanych, np. w formie osiedla robotniczego), tworzących okręgi przemysłowe. W wielu przypadkach miasta takich okręgów zaczęły tworzyć jedną funkcjonalną całość (albo, jak w Zagłębiu Ruhry czy na Górnym Śląsku, wręcz zlewały w jeden ośrodek) – powstawały pierwsze aglomeracje.

### Wiek XX i współczesność

#### Karta Ateńska
W dwudziestoleciu międzywojennym XIX-wieczna urbanistyka zaczęła być powszechnie krytykowana. Czołowi urbaniści tego okresu głosili potrzebę zaprzestania tworzenia zabudowy kwartałowej i radykalnej zmiany kształtu przestrzennego miast – opartego na blokach mieszkalnych budowane pośród kwartałów zieleni przeciętych drogami szybkiego ruchu. Charakterystykę „stanu obecnego” i postulatów, jak mają wyglądać miasta w przyszłości, zawiera Karta Ateńska – uchwała końcowego posiedzenia 4. Międzynarodowego Kongresu Architektury Nowoczesnej w 1933 r.
W części poświęconej opisowi cech ówczesnych miast jako negatywne skutki zwartej zabudowy miejskiej wymieniono m.in. zbyt małą powierzchnię mieszkalną na osobę, niewystarczające nasłonecznienie, występowanie zarodków chorób, zbyt małe ilości zieleni, „nieprzystosowanie do mieszkania budowli położonych wzdłuż dróg” i niedobór urządzeń sanitarnych. W rzeczywistości charakteryzowało to najbiedniejsze dzielnice – slumsy powstające na osiedlach robotniczych.
Jako alternatywę dla tego stanu sygnatariusze Karty Ateńskiej postulowali:

(...)
§ 23. Dzielnice mieszkaniowe muszą w przyszłości zajmować najlepsze obszary w mieście, gdzie czerpiane będą pożytki z topografii i położenia, a także dysponujące najkorzystniejszym położeniem względem słońca i dogodnie położoną zielenią.
§ 24. Wybór terenów dla mieszkalnictwa musi być przeprowadzany w oparciu o kryterium higieny.
§ 25. Rozsądna gęstość zaludnienia, odpowiadająca formom osadniczym, określonym przez naturę terenu.

§ 26. Dla każdego mieszkania ustalić trzeba godzinne minimum nasłonecznienia.
§ 27. Linia zabudowy wzdłuż tras komunikacyjnych musi być zabroniona.
§ 28. Wykonywanie wysokich budynków, korzystając z nowoczesnej techniki.
§ 29. Wysokie budynki muszą stać w odpowiednio szerokich odstępach, tak, by było między nimi możliwie wiele zieleni.
(...)
§ 35. Każda dzielnica mieszkalna musi w przyszłości dysponować terenami zielonymi dla rozsądnych urządzeń sportowych i rekreacyjnych dla dzieci, młodzieży i dorosłych.
§ 36. Niezdrowe kwartały muszą być wyburzone i zastąpione terenami zielonymi: wzrośnie wartość graniczących z nimi bloków!
§ 46. Miasta przemysłowe muszą być rozmieszczone nie koncentrycznie, a linearnie.
§ 47. Leżące wzdłuż osi zaopatrzenia okręgi przemysłowe będą oddzielone pasem zieleni od równoległych osiedli dla pracowników.
(...)
§ 60. Drogi komunikacyjne muszą być klasyfikowane zgodnie z ich charakterem, i budowane odpowiednio do poruszających się nimi pojazdów i ich szybkości.
§ 62. Piesi muszą używać innych ulic niż samochody.
§ 64. Drogi dalekobieżne powinny być zasadniczo izolowane przez tereny zielone.
§ 66. Zachowanie starej substancji budowlanej nie może jednak oznaczać warunków mieszkalnych, które byłyby niewytrzymalne dla ludności.
§ 67. Likwidacja mizernych kwartałów wokół zabytków historycznych umożliwi stworzenie obszarów zieleni.
(...)

Kierunek urbanistyczny, obowiązujący na świecie do połowy lat 70. XX wieku, którego założenia zawarto w Karcie Ateńskiej, nazywa się modernizmem. W Europie, w przeciwieństwie do Ameryk czy Azji, początkowo nie znalazł on większego uznania – założenia Karty Ateńskiej zaczęto wypełniać praktycznie dopiero w latach 50. podczas tzw. modernizacji miast, która jednak w pełni przebiegała tylko na Wyspach Brytyjskich. W Europie kontynentalnej ograniczano się głównie do budowy wielkich zespołów mieszkaniowych. Praktycznie jedynym przykładem miasta modernistycznego jest Hawr zbudowany od podstaw po zniszczeniu starego Hawru w czasie wojny. Ponadto znane są przykłady nigdy niezrealizowanych projektów przebudów miast europejskich. Najsłynniejszym z nich jest pomysł wyburzenia paryskiego śródmieścia i zastąpienia go modelowym miastem „nowoczesnym” składającym się z wieżowców ustawionych w równych kwartałach parkowych autorstwa Le Corbusiera.

#### II wojna światowa i jej skutki

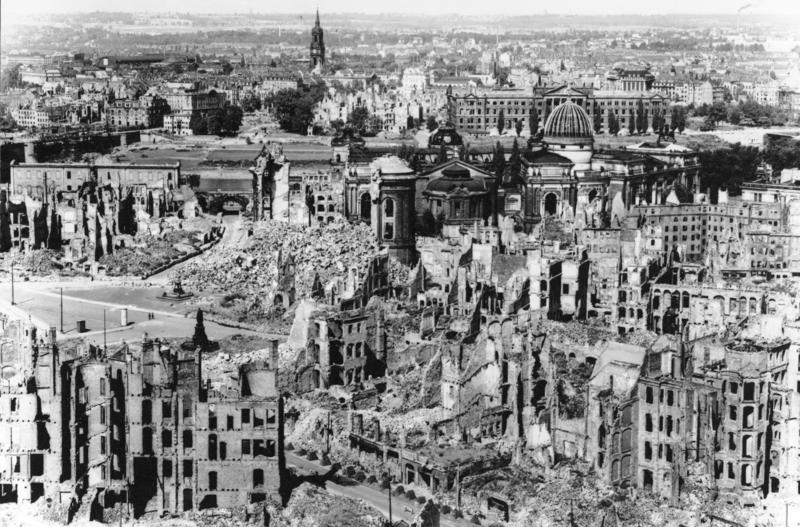
Zabytkowe śródmieście Drezna po alianckich bombardowaniach

Zniszczenia II wojny światowej nie miały sobie równych w historii nowoczesnej Europy. Żaden inny konflikt zbrojny w tak wielkim stopniu nie wpłynął na wygląd współczesnych miast, na terenie Francji, Niemiec, Polski, Wielkiej Brytanii, ZSRR. Naloty lotnicze, podobnie jak fanatyczne walki o miasta doprowadziły nie tylko do śmierci dziesiątek tysięcy osób, ale doszczętnych zniszczeń zabudowy, przekraczających w wielu przypadkach 90%.
Urbanistyka europejska stanęła przed nowym zadaniem – odbudowy zniszczonych miast. Można wyróżnić kilka „typów” odbudów (po średniku przykład miasta):
- odbudowa większej lub mniejszej części obiektów historycznych, całkowite zachowanie przedwojennego układu przestrzennego (czyli np. na miejscu starych kamienic budowano kamienice zbliżone kształtem i wielkością); Monachium
- całkowita odbudowa części miasta (np. zespołu staromiejskiego), reszta odbudowana częściowo lub wcale, z zachowaniem lub bez zachowania przedwojennego układu przestrzennego; Warszawa, Wrocław
- odbudowa ważniejszych obiektów historycznych, z częściowym zachowaniem przedwojennego układu przestrzennego (ewentualnie zachowanie zbliżonej siatki ulic); Frankfurt nad Menem, Drezno, Berlin – najpowszechniejszy typ odbudowy
- budowa miasta w zupełnie nowym kształcie (ewentualnie z zachowaniem pojedynczych obiektów historycznych); Hawr, Królewiec
- rozbiórka zachowanych ruin i zamiana obszaru dawnego miasta na tereny zielone; Kostrzyn nad Odrą.

W żadnym przypadku nie miało miejsce całkowite przywrócenie stanu przedwojennego. Było to sprzeczne z obowiązującą wówczas Kartą Wenecką (dokument traktujący o zasadach konserwacji i restauracji zabytków), która sprzeciwiała się rekonstrukcjom całych zespołów architektonicznych.

#### Modernizacje miast
Gwałtowny rozwój motoryzacji w latach 50. i 60. spowodował, że układy komunikacyjne miast, pochodzące często jeszcze z XIX wieku, stawały się niewydolne. Istnienie wąskich, krętych, brukowanych uliczek z torowiskami tramwajowymi połączone z brakiem obwodnic i parkingów powodowały tworzenie ogromnych korków i „duszenie się” zarówno wielkich metropolii, jak i mniejszych ośrodków. Podjęto więc radykalne środki mające na celu stworzenie „miasta dla samochodów” – rozpoczęto wielkie akcje wyburzeniowe w centrach miast, aby na miejscu burzonych budynków (często zabytkowych) budować wielopasmowe drogi szybkiego ruchu z bezkolizyjnymi skrzyżowaniami niejednokrotnie dzielące miasto na kilka części. Budowę nowych arterii połączono z realizacją założeń Karty Ateńskiej – zastępowaniem „niezdrowych” kwartałów zabudową modernistyczną. Tego typu działania nazywane są modernizacjami miast i obecnie powszechnie krytykowane ze względu na niszczenie tkanki miejskiej w celu, który można było osiągnąć w o wiele mniej szkodliwy sposób (obwodnice biegnące poza obszarami zabudowanymi, tunele, rozwój komunikacji zbiorowej itd.).
Nie ma w Europie kraju, gdzie w II poł. XX wieku nie dochodziłoby do działań modernizacyjnych, jednak na największą skalę prowadzone były w Wielkiej Brytanii, będącej pod silnym wpływem trendów amerykańskich (właśnie w USA zapoczątkowano modernizacje miast), oraz w krajach bloku wschodniego. W tych drugich często chodziło jednak nie tyle o wypełnianie postulatów Karty Ateńskiej, ile o realizację celów ideologicznych, np. „zastępowanie miast burżuazyjnych socjalistycznymi” czy budowa potężnych kompleksów architektonicznych, ewentualnie realizację planów gospodarczych np. poprzez burzenie całych dzielnic, a nawet miast, pod którymi znajdowały się złoża surowców lub chciano postawić wielkie zakłady przemysłowe. Przykładem może być wyburzenie w latach 80. 7 km² śródmieścia Bukaresztu i wybudowanie na jej miejscu monumentalnej dzielnicy rządowej z Pałacem Parlamentu w centrum czy stuprocentowe zniszczenie w latach 60. i 70. 50-tysięcznego Mostu w zachodnich Czechach w celu eksploatacji znajdujących się pod nim złóż węgla kamiennego.

#### Wielkie zespoły mieszkaniowe

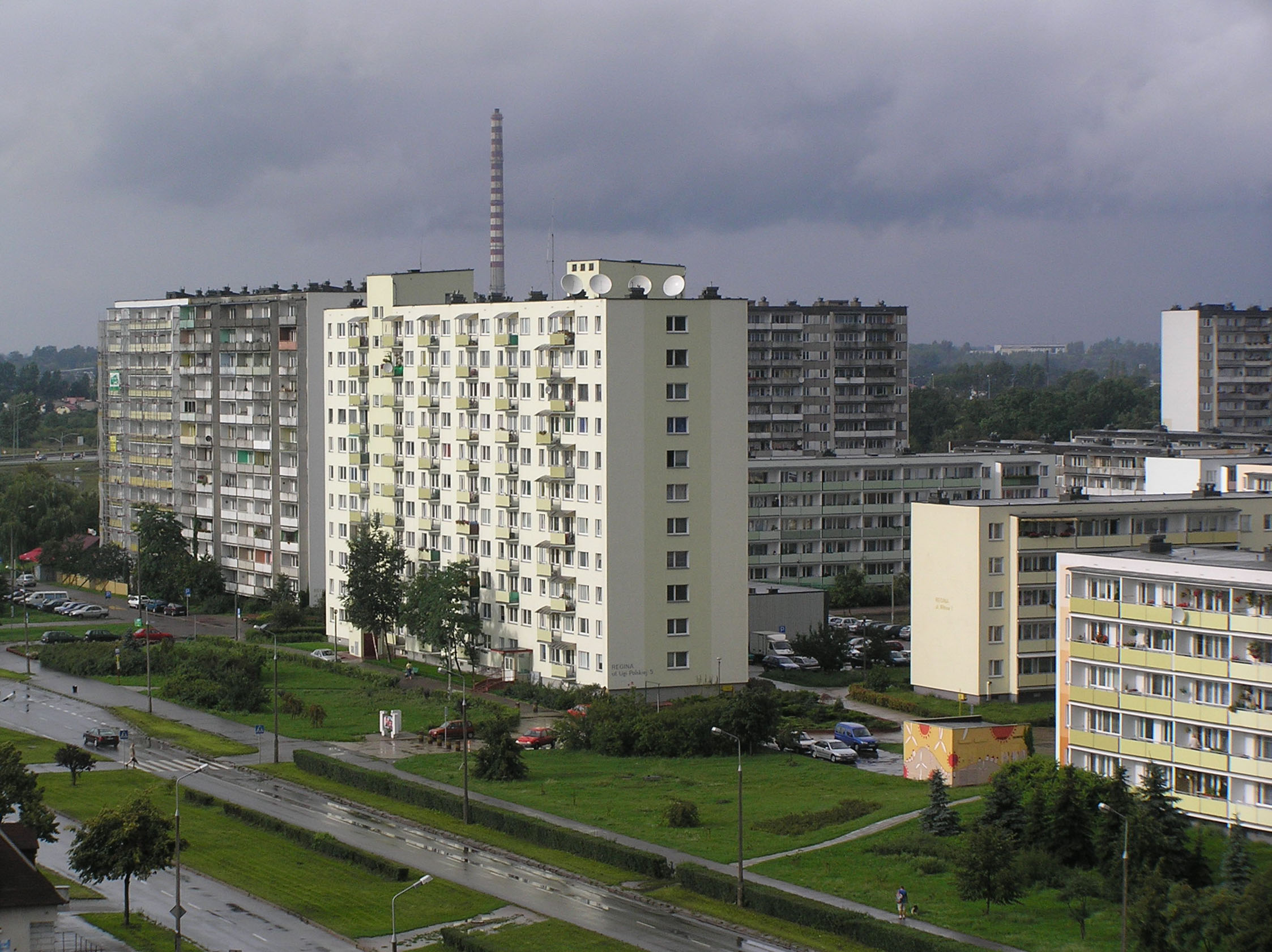
Typowe środkowoeuropejskie blokowisko

Jednym z „produktów” urbanistyki modernistycznej są wielkie zespoły mieszkaniowe, zwane potocznie blokowiskami – osiedla, której zabudowę mieszkalną tworzą bloki wielorodzinne.
Ojcem blokowisk jest czołowy urbanista modernizmu, Le Corbusier. Chcąc zapewnić ubogim robotnikom godziwe miejsce do życia, wśród zieleni, światła słonecznego i porządku stworzył tzw. maszyny do mieszkania, czyli właśnie wielkie zespoły mieszkaniowe. Pierwszym blokiem wybudowanym według planów Le Corbusiera była oddana w 1952 r. Jednostka Mieszkaniowa (Unité d’Habitation) w Marsylii. Miała 23 rodzaje mieszkań od jednopokojowych po wielkie, dwupoziomowe. W chwili oddania był to największy budynek świata, na 8 piętrze zlokalizowano dwukondygnacyjną ulicę handlową. Na dachu jest m.in. basen, plac zabaw dla dzieci, solarium i klub.
Koncepcje Le Corbusiera trafiły na szczególnie podatny grunt w obozie komunistycznym. Potrzeba nowych mieszkań stale rosła. Bloki wydawały się więc rozwiązaniem idealnym. Budowano więc budynki wielopiętrowe i wieloklatkowe, wykonywane zazwyczaj w technice wielkiej płyty. Bloki stawiano w zespołach, czyli większych grupach i zwykle występujących w zabudowie rzędowej lub w swobodnej kompozycji.
W Europie Wschodniej powstanie charakterystycznych, podobnych do siebie bloków mieszkalnych datuje się na lata 60., 70. i 80. XX wieku. Wówczas osiedla bloków przez lokalne władze traktowane były jako wizytówka nowoczesności. Bloki mieszkaniowe powstawały więc nie tylko w dużych miastach, gdzie ich obecność wydawała się uzasadniona, ale i w małych miasteczkach, a nawet wsiach burząc ład kompozycyjny okolicy.
W wielu przypadkach wzm-y były budowane jako samodzielne miasta-sypialnie przy wielkich kompleksach przemysłowych lub jako przedmieścia dużych miast. Cechą wspólną takich „miast socjalistycznych” był podział na sektory zamieszkiwane przez kilka tysięcy osób oraz istnienie centralnego placu z gmachami użyteczności publicznej (siedziba władz miejskich, partii, centra kultury itp.) i przebiegającej przez niego „magistrali” – głównej ulicy handlowej i kręgosłupa komunikacyjnego przystosowanego do organizowania wielkich manifestacji.

#### Czasy najnowsze

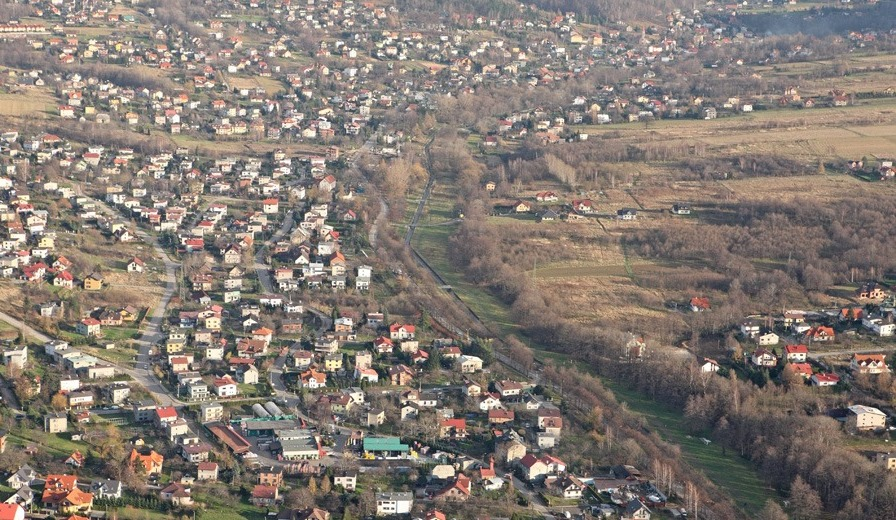
Osiedle domów jednorodzinnych na przedmieściach

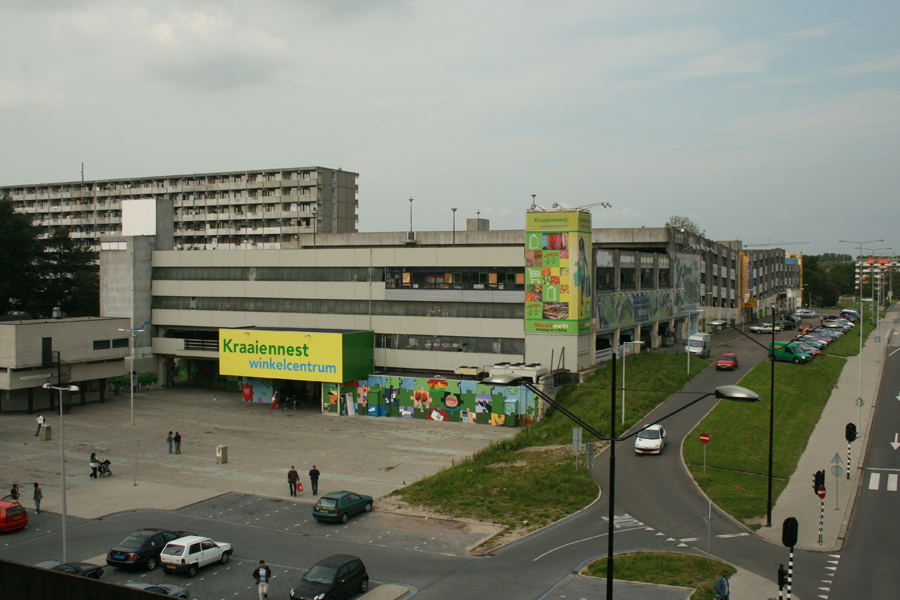
Bijlmermeer dawniej..

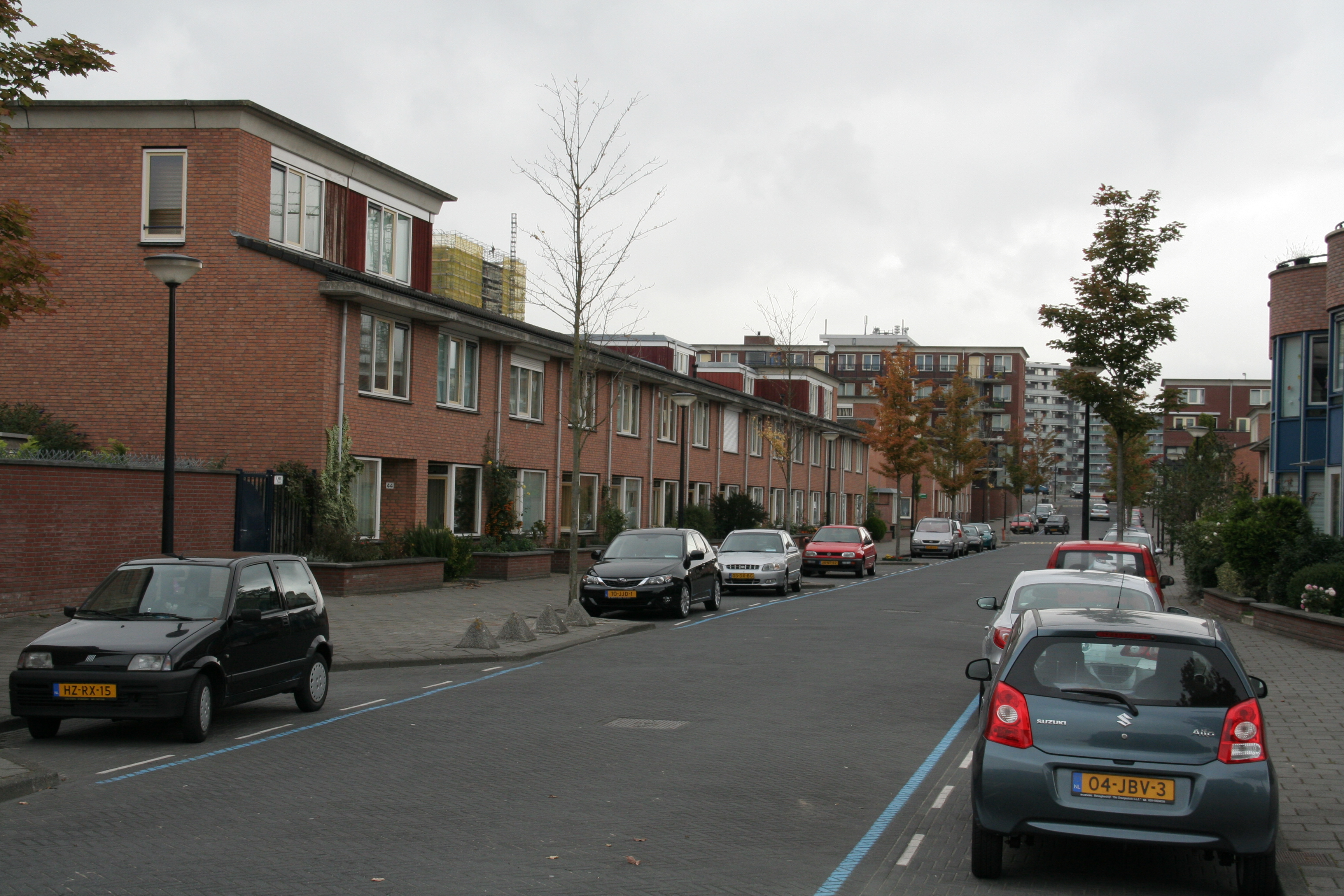
... i obecnie

Urbanistykę modernistyczną odrzucono w Europie Zachodniej w latach 80. Czasy współczesne, czyli okres postmodernizmu cechuje powrót do klasycznych definicji przestrzeni publicznej, wnętrza ulicy i placu, tkanki miejskiej. Przywołuje się wypróbowane historyczne wzorce, zakorzenione w kulturze europejskiej, modyfikując jednak ich znaczenie, przystosowując do ery samochodu. Dąży się do stworzenia przestrzeni przyjaznej człowiekowi, lecz jednocześnie do nierozdzielania funkcji dróg pieszych i kołowych.
Przywraca się istniejącą w XIX w. rangę elewacjom i krawędziom przestrzeni, różnicując jej skalę, wprowadzając przewężenia, przejścia itp. Budynkom nadaje się indywidualny rys, nastawiając się jednak przede wszystkim na ich współudział w kreowaniu przestrzeni. Urbanistyka opiera się na grze przestrzeni pustych i tkanki miejskiej, które są wyraźnie rozgraniczone.
Postmodernizm rehabilituje dawne i tradycyjne miasto, przeciwstawiając się modernistycznemu modelowi osiedla i zastępując go kwartałami i dzielnicami. Podkreśla się znaczenie mieszanej struktury miasta, negując większość postanowień Karty Ateńskiej. W zabudowie mieszkaniowej powszechnym modelem jest zabudowa obrzeżna, odgraniczająca wnętrze kwartału od publicznej ulicy.
Zabudowę wielorodzinną realizuje się na dwa sposoby:
- domy szeregowe
- bloki, jednak bardzo rzadko przekraczającą więcej niż kilka pięter i zazwyczaj położone wzdłuż ciągów komunikacyjnych, nawiązując tym samym do zabudowy pierzejowej.

Najpowszechniejszym typem zabudowy jest jednak budownictwo jednorodzinne tworzące wokół miast rozległe przedmieścia. Może to prowadzić do negatywnego zjawiska, jakim jest suburbanizacja.
Odrzucenie modernizmu w rzadkich przypadkach doprowadziło nawet do burzenia osiedli modernistycznych i zastępowania ich dzielnicami postmodernistycznymi. Najsłynniejszym przykładem jest amsterdamska dzielnica Bijlmermeer – wybudowany w latach 70. wielki zespół mieszkaniowy, który na pocz. XXI wieku został zlikwidowany poprzez wyburzenie 3/4 bloków (resztę pozostawiono jako „muzeum modernizmu Bijlmer”) i budowę na ich miejscu zabudowy pierzejowej, szeregowej i niskiej wolnostojącej oraz likwidację wszystkich autostrad i dróg szybkiego ruchu wraz ze skrzyżowaniami bezkolizyjnymi i zamienienie ich w zwykłe, jednopasmowe miejskie ulice i pasaże piesze.

## Sytuacja prawna

### Świat
Systemy prawne i administracyjne wielu krajów podchodzą do kwestii nazewnictwa obszarów zurbanizowanych na różne sposoby. W poszczególnych państwach przyjmuje się różne kryteria uznawania osiedli za miasta. Rozróżnia się tu wielkościowe (statystyczne), prawno-administracyjne kryteria identyfikacji miast.

### Polska

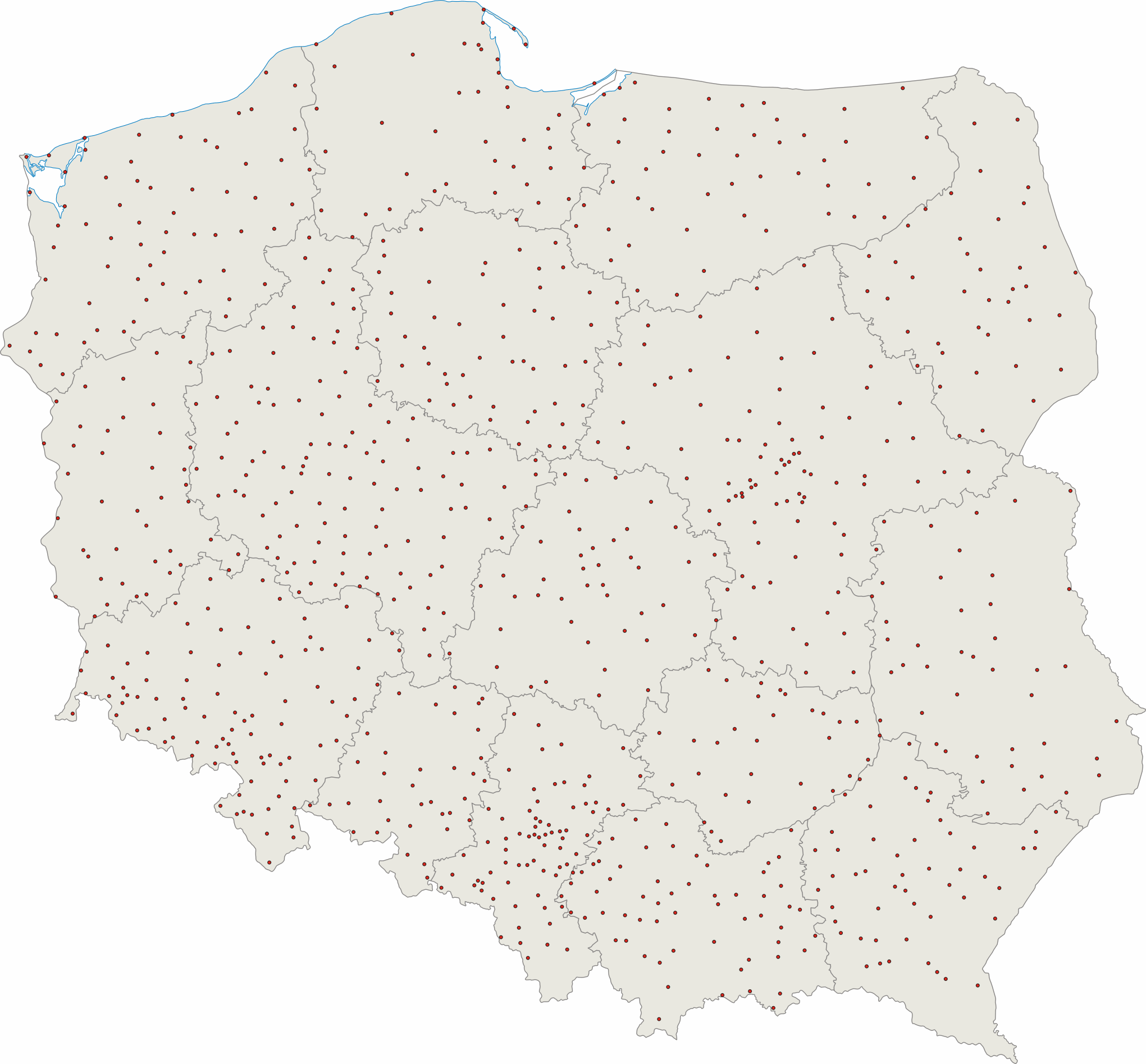
Rozmieszczenie miast w Polsce (2014)

W Polsce przyjmuje się następującą definicję legalną: miasto to jednostka osadnicza o przewadze zwartej zabudowy i funkcjach nierolniczych posiadającą prawa miejskie, bądź status miasta nadany w trybie określonym przepisami. Zgodnie z ustawą o samorządzie gminnym z 1990 o nadaniu lub zniesieniu statusu miasta decyduje Rada Ministrów w drodze rozporządzenia.
Według ustawy aby miejscowość mogła otrzymać prawa miejskie, musi w niej być zameldowanych ponad 2000 osób, posiadać zabudowę miejską (nie zagrodową) oraz przynajmniej 2/3 mieszkańców musi być zatrudniona poza rolnictwem.
W podziale administracyjnym miasta mają status samodzielnej gminy (gmina miejska) lub – zazwyczaj w przypadku mniejszych miast – wchodzą w skład gminy miejsko-wiejskiej jako jednostka pomocnicza gminy miejsko-wiejskiej. Miasta będące samodzielną gminą mogą z kolei tworzyć jednostki pomocnicze: dzielnice lub osiedla, a także sołectwa. W Polsce miasta zarządzane są przez prezydenta miasta lub burmistrza; w wypadku gminy miejsko-wiejskiej burmistrz jest także organem wykonawczym gminy miejsko-wiejskiej.
66 miast w Polsce ma status miasta na prawach powiatu. Miasta te posiadają wszystkie funkcje i kompetencje przynależne powiatom i realizują zadania powiatów. Pozostają jednak gminami, dlatego zasady ich funkcjonowania określa ustawa o samorządzie gminnym, a zadania określa wiele innych ustaw, w tym ustawa o samorządzie powiatowym.
W Polsce jest 107 miast, na których czele stoi prezydent miasta (historycznie to wszystkie miasta pozostałe po II wojnie światowej w Polsce, a wydzielone z otaczających je powiatów reformą samorządową z roku 1933 oraz miasta, w których prezydent miasta jest organem zarządzającym na mocy przepisów powojennych i reformy ustroju miast z lat 1973–1974). Największym miastem będącym samodzielną gminą miejską w Polsce, którym zarządza burmistrz, są 60-tysięczne Tarnowskie Góry, największym miastem w obrębie gminy miejsko-wiejskiej 46-tysięczna Nysa, zaś najmniejszym miastem prezydenckim i zarazem najmniejszym ludnościowo miastem na prawach powiatu 32-tysięczny Sopot.
Według przywołanej ustawy miastem prezydenckim może być:
1. miasto na prawach powiatu,
2. miasto posiadające do roku 1997 status stolicy województwa lub,
3. miasto liczące ponad 100 tysięcy mieszkańców,
4. miasto posiadające taki status w okresie wcześniejszym.

O zmianie granic miast, samodzielnie lub na wniosek zainteresowanych gmin decyduje Rada Ministrów. Zgodnie ze schematem aplikacyjnym załączonym do rozporządzenia z dnia 21 lipca 2021 r. w sprawie ewidencji miejscowości, ulic i adresów.

## Procesy związane z miastami
Urbanizacja charakteryzuje się szybszym tempem wzrostu zaludnienia obszarów centralnych miasta aniżeli obszarów zewnętrznych. Liczba ludności całej aglomeracji wzrasta na skutek dodatniego przyrostu naturalnego i migracji ludności. Napływ ludności do miasta jest wysoki i związany jest ze wzrostem zatrudnienia, głównie w przemyśle.
Suburbanizacja charakteryzuje się szybszym przyrostem ludności na obszarach zewnętrznych aniżeli w centrum miasta. Przyrost naturalny na obszarach zewnętrznych jest wyższy, a niektóre centralne obszary wykazują przyrost ujemny. Okres ten jest okresem rozwoju aglomeracji. Główne miasto traci na znaczeniu i zaczyna chylić się ku upadkowi. O zmianie ludności w dalszym ciągu decydują migracje, zatrudnienie ogółem wzrasta, ale w niektórych centralnych dzielnicach zaczyna występować spadek tej wielkości. Podstawowa rola i zatrudnienie w sferze usług.
Dezurbanizacja charakteryzuje się spadkiem liczby ludności na obszarze centralnym, a następnie również i zewnętrznym. Spadek ten powoduje zmniejszanie się aglomeracji jako całości, tempo migracji ludności z obszarów węzłowych (centralnych) na obszary zewnętrzne i do mniejszych miast przewyższa jej przyrost na obszarach zewnętrznych aglomeracji. W fazie tej funkcje centrów miast ulegają bardzo silnej erozji. Funkcja mieszkaniowa zanika, działalność usługowa nastawiona na zaspokojenie potrzeb ludności też się zmniejsza, funkcja administracyjna i zatrudnienie wzrastają, infrastruktura przeznaczona dla transportu zajmuje coraz większe obszary, co koliduje z funkcją mieszkaniową. Funkcje społeczne i kulturalne spełniane przez centra miast ulegają zmniejszeniu.
Reurbanizacja występuje wówczas, gdy udział ludności obszaru centralnego w ogólnej liczbie ludności rośnie początkowo na skutek zahamowania tempa ubytku, a następnie wzrostu ludności tego obszaru. W procesie odradzania się miasta przeważają siły dośrodkowe, w przeciwieństwie do fazy dezurbanizacji, w której dominowały siły odśrodkowe.

## Funkcje miast
Rozróżnia się funkcje egzogeniczne i funkcje endogeniczne miasta. Funkcje endogeniczne to funkcje miasta skierowane do wewnątrz (administracja miejska, część handlu). Funkcje egzogeniczne to funkcje skierowane na zewnątrz miasta (przemysł, turystyka, handel morski itp.).
Funkcje egzogeniczne dzielą się na:
- funkcje centralne – usługi, handel i drobna wytwórczość skierowane do ściśle określonego, zdefiniowanego i na ogół leżącego wokół miasta zaplecza (por. teoria Christallera),
- funkcje wyspecjalizowane – funkcje o zasięgu zmiennym, często trudnym do zdefiniowania, niehierarchicznym: działalność przemysłu, turystyka itp.
- funkcje mieszane – oba wspomniane typy nakładają się na siebie.

Układy lokalizacyjne miast według funkcji miasta:
- układ ośrodków centralnych (central places),
- układ ośrodków wyspecjalizowanych (specialized cities),
- układ systemów sieci (network system),
- układ miast – wrót (gateway cities).

Funkcje miast zależą od przeważającej funkcji i infrastruktury z tym związanej.
Wyróżnia się miasta o funkcji:
- przemysłowej – gdzie większość ludzi znajduje zatrudnienie w przemyśle, obojętnie czy jest to przemysł ciężki, lekki, górniczy czy chemiczny (np. Katowice, Police, Puławy, Kutno, Mioveni, Pilzno)
- transportowej – tutaj wyróżnia się kilka podkategorii, jest to także kategoria, która nigdy nie występuje samodzielnie, miasto o tej funkcji spełnia co najmniej jeszcze jedną:
  - transportowa lotnicza – w mieście znajduje się co najmniej małe lotnisko międzynarodowe (np. Warszawa, Kraków, Goleniów, Nowy Dwór Mazowiecki, Bazylea-Miluza-Fryburg Bryzgowijski)
  - transportowa portowa – miasto posiada port żeglugi (np. Szczecin, Świnoujście, Gdańsk, Gdynia, Kołobrzeg, Ystad)
  - transportowa kolejowa – każde miasto posiadające dworzec kolejowy o większym znaczeniu (np. Koluszki, Białogard, Poznań, Rzepin, Lubeka)
- usługowej – miasto z przeważającą liczbą sklepów, marketów, szpitali, przedszkoli, lekarzy itp. (np. Łódź, Szczecin)
- religijnej – miejsce kultu religijnego (np. Częstochowa, Mekka, Rzym)
- uzdrowiskowej (np. Ciechocinek, Nałęczów, Busko-Zdrój, Uniejów, Połczyn-Zdrój).

## Miasto stołeczne
Miasto stołeczne to nazwa zarezerwowana dla stolicy kraju, jest ona również stosowana w nazwach miast pełniących niegdyś tę funkcję (np. Kraków), albo miast posiadających formalnie, de iure status stołeczny, lecz de facto niewypełniających w praktyce administracyjnych funkcji stolicy.
W wielu przypadkach miasta stołeczne posiadają odrębny status administracyjny, często są wydzielone z podziału administracyjnego państwa na specjalnych warunkach.
Warszawa posiadała specjalny status administracyjny w latach 1946–1975, i jako jedno z kilku miast w Polsce (stanowiła wówczas miasto wydzielone, tzw. województwo miejskie). Obecnie ustrój Warszawy reguluje ustawa „Ustrój miasta stołecznego Warszawy” nadając stolicy dodatkowe podziały administracyjne i kompetencje organów (Rady dzielnic).

## Największe miasta świata według liczby ludności w roku 2006
Zasugerowano, aby ta sekcja została przeniesiona do artykułu Lista 100 największych miast świata. (dyskusja)
| Numer | Nazwa miasta         | Populacja                 | Objaśnienie                                    | Państwo                       |
| ----- | -------------------- | ------------------------- | ---------------------------------------------- | ----------------------------- |
| 1     | Szanghaj             | 23.019.148                | Rdzenne dzielnice i położone w pobliżu centrum | Chiny                         |
| 2     | Mumbaj               | 13.922.125                | Miasto właściwe                                | Indie                         |
| 3     | Tokio                | 13.161.751                | 23 okręgi specjalne                            | Japonia                       |
| 4     | Karaczi              | 12.991.000                | Dzielnice miejskie                             | Pakistan                      |
| 5     | Delhi                | 12.259.230                | Własność miasta                                | Indie                         |
| 6     | Stambuł              | 11.289.613                | Miasto                                         | Turcja                        |
| 7     | Nowy Jork            | 11.125.000                | Miasto                                         | Stany Zjednoczone             |
| 8     | Moskwa               | 10.452.000                | Własność miasta + Zelenograd                   | Rosja                         |
| 9     | Seul                 | 10.421.782                | Miasto specjalne                               | Korea Południowa              |
| 10    | Pekin                | 10.123.000                | Rdzenne dzielnice i położone w pobliżu centrum | Chiny                         |
| 11    | Meksyk               | 8.836.045                 | Dystrykt federalny                             | Meksyk                        |
| 12    | Dżakarta             | 8.489.910                 | Dystrykt stołeczny                             | Indonezja                     |
| 13    | São Paulo            | 8.310.212                 | Właściwe miasto                                | Brazylia                      |
| 14    | Lagos                | 7.937.932                 | Zasięg objęty statystyką                       | Nigeria                       |
| 15    | Kinszasa             | 7.843.000                 | Miasto-prowincja                               | Demokratyczna Republika Konga |
| 16    | Teheran              | 7.797.520                 | Właściwe miasto                                | Iran                          |
| 17    | Lima                 | 7.605.742                 | Prowincja                                      | Peru                          |
| 18    | Londyn               | 7.556.900                 | Wielki Londyn                                  | Wielka Brytania               |
| 19    | Bogota               | 7.155.052                 | Dystrykt stołeczny                             | Kolumbia                      |
| 20    | Hongkong             | 6.985.200                 | Specjalny okręg administracyjny                | Chiny                         |
| 21    | Bangkok              | 6.972.000                 | Okręg administracyjny                          | Tajlandia                     |
| 22    | Kair                 | 6.758.581                 | Gubernatorstwo                                 | Egipt                         |
| 23    | Dhaka                | 6.737.774                 | Aglomeracja                                    | Bangladesz                    |
| 24    | Ho Chi Minh (Sajgon) | 6.650.942                 | Miasto wydzielone                              | Wietnam                       |
| 25    | Lahaur               | 6.318.745                 | Okręg miejski                                  | Pakistan                      |
| 26    | Rio de Janeiro       | 6.161.047                 | Miasto                                         | Brazylia                      |
| 27    | Tiencin              | 5.800.000                 | Rdzenne miasto i dzielnice w pobliżu centrum   | Chiny                         |
| 28    | Chongqing            | 5.780.000                 | Miasto właściwe                                | Chiny                         |
| 29    | Bagdad               | 5.337.684                 | Miasto właściwe                                | Irak                          |
| 30    | Bangalore            | 5.310.318                 | Aglomeracja                                    | Indie                         |
| 31    | Kalkuta              | 5.080.519                 | Aglomeracja                                    | Indie                         |
| 32    | Santiago             | 4.985.893                 | Prowincja                                      | Chile                         |
| 33    | Singapur             | 4.839.400                 | Państwo-miasto                                 | Singapur                      |
| 34    | Kanton               | 4.653.131 (2002-12-31)    | Rdzenne dzielnice                              | Chiny                         |
| 35    | Sankt Petersburg     | 4.596.000                 | Właściwe miasto                                | Rosja                         |
| 36    | Wuhan                | 4.593.410 (2002-12-31)    | Rdzenne dzielnice                              | Chiny                         |
| 37    | Ćennaj               | 4.590.267                 | Aglomeracja                                    | Indie                         |
| 38    | Rijad                | 4.465.000                 | Właściwe miasto                                | Arabia Saudyjska              |
| 39    | Surat                | 4.274.429 (mid-2008 est.) | Aglomeracja                                    | Indie                         |
| 40    | Aleksandria          | 4.110.015                 | Gubernatorstwo                                 | Egipt                         |
| 41    | Rangun               | 4.088.000                 | Aglomeracja                                    | Mjanma                        |
| 42    | Hajdarabad           | 4.025.335                 | Aglomeracja                                    | Indie                         |
| 43    | Shenyang             | 3.995.531 (2002-12-31)    | Właściwe miasto                                | Chiny                         |
| 44    | Ahmadabad            | 3.913.793                 | Aglomeracja                                    | Indie                         |
| 45    | Ankara               | 3.901.201                 | Miasto                                         | Turcja                        |
| 46    | Johannesburg         | 3.888.180                 | Metropolia                                     | Republika Południowej Afryki  |
| 47    | Los Angeles          | 3.849.378                 | Miasto właściwe                                | Stany Zjednoczone             |
| 48    | Abidżan              | 3.802.000                 | Zespół miejski                                 | Wybrzeże Kości Słoniowej      |
| 49    | Jokohama             | 3.650.000                 | Właściwe miasto                                | Japonia                       |
| 50    | Pusan                | 3.615.101                 | Miasto specjalne                               | Korea Południowa              |
| 51    | Kapsztad             | 3.497.097                 | Metropolia                                     | Republika Południowej Afryki  |
| 52    | Durban               | 3.468.086                 | Metropolia                                     | Republika Południowej Afryki  |
| 53    | Berlin               | 3.440.991 (2014)          | Cały kraj związkowy z miastem                  | Niemcy                        |
| 54    | Pune                 | 3.337.481                 | Aglomeracja                                    | Indie                         |
| 55    | Pjongjang            | 3.255.388                 | Miasto specjalne                               | Korea Północna                |
| 56    | Madryt               | 3.213.271                 | Miasto                                         | Hiszpania                     |
| 57    | Kanpur               | 3.144.267                 | Aglomeracja                                    | Indie                         |
| 58    | Jaipur               | 3.102.808                 | Aglomeracja                                    | Indie                         |
| 59    | Buenos Aires         | 3.050.728                 | Dystrykt stołeczny                             | Argentyna                     |
| 60    | Nairobi              | 3.038.553                 | Prowincja                                      | Kenia                         |